# どうぶつの森の登場キャラクター一覧
どうぶつの森の登場キャラクター一覧（どうぶつのもりのとうじょうキャラクターいちらん）は、任天堂のコンピューターゲーム『どうぶつの森シリーズ』に登場する架空のキャラクターを一覧にしたものである。
本項ではゲーム版の設定について記載する。映画版の設定は『劇場版 どうぶつの森』を参照。

## 凡例
作品名は便宜上以下の通り記述する。登場作品を記述していないキャラクターは全作品に登場する。
- 『どうぶつの森』→「初代」
- 『どうぶつの森+』→「+」
- 『どうぶつの森e+』→「e+」
- 『おいでよ どうぶつの森』→「おいでよ」
- 『街へいこうよ どうぶつの森』→「街へいこうよ」
- 『とびだせ どうぶつの森』→「とびだせ」
  - 『とびだせ どうぶつの森 amiibo+』（「とびだせ」Ver. 1.4以降）→「amiibo+」

※『とびだせ』にも登場している場合は「amiibo+」の表記を省略する。
※「村の住民」「島の住民」の項目で「amiibo+」の記載があるキャラクターは「どうぶつの森amiiboカード」の使用時に登場する。
- 『どうぶつの森 ハッピーホームデザイナー』→「ハッピーホームデザイナー」
- 『どうぶつの森 amiiboフェスティバル』→「フェスティバル」（新キャラクター無し）
- 『どうぶつの森 ポケットキャンプ』→「ポケットキャンプ」
- 『あつまれ どうぶつの森』→「あつまれ」
※（Ver. x.y）は当該バージョン以降へのソフトウェアアップデート後に登場する。
  - 『あつまれ どうぶつの森 ハッピーホームパラダイス』→「ハッピーホームパラダイス」

※『あつまれ』にも登場している場合は「ハッピーホームパラダイス」の表記を省略する。
※Ver. 2.0にも登場しなかったキャラクターも含め、既に発売されているどうぶつの森amiiboカードを使用する事によってパニエルの島・ハトの巣[注釈 1]・『ハッピーホームパラダイス』に呼び出す事が出来る。

座右の銘は『おいでよ』『とびだせ』『あつまれ』で入手できる写真や「どうぶつの森 カードe」に記載の内容。

## メインキャラクター
むらびと（The Villager）
男/女・人間。
本シリーズのプレイヤーキャラクター（PC）。ゲーム開始時に名前・性別・誕生日を設定する。顔の造形はオープニングで出会うみしらぬネコ（『あつまれ』では空港のカウンターにいるまめきちとつぶきち）から訊かれる質問への答え方などによって決まる。
長らく公式の名称がなく、『大乱闘スマッシュブラザーズX』内のフィギュアの説明では「どうぶつの森の主人公」となっていたが、その後に発売された『大乱闘スマッシュブラザーズ for Nintendo 3DS / Wii U』に「むらびと」名義でPC「ファイター」として登場し、以降この呼び名が度々用いられるようになった。また、本家での目がこの作品への登場以降、従来の一色の目から、スマッシュブラザーズのような中心が少し濃い見た目に変化した。
古いシリーズ作品では男の子の方が角のようなものの生えた帽子を被っているが、これについて『ニンテンドードリーム』2001年6月号の初代についてのインタビューで野上恒が、男の子に見えるように角のようなものを付けたことを明かしている。
『とびだせ』では1人目のプレイヤーが村の村長に、『あつまれ』では1人目のプレイヤーが「島民代表」にそれぞれ就任する。
『マリオカート8』『マリオカート8 デラックス』では、むらびとの「男の子」「女の子」がレーサーとして登場する。
原則として、自身は発言しない。
ハニワくん（Gyroids）
8月28日（「埴輪」の語呂合わせ）生まれ。
初代から『e+』ではプレイヤーの家の前にいる伝言係で、正式名称は「るすばんハニワ」。『街へいこうよ』ではオークションハウスの受付係を務めている。『とびだせ』では南の島や夢の中でマリンスーツなどの各種道具の貸し出しを、『あつまれ』では公共施設の建設予定地で建設費用の募金集めを担当している。「タヌポータル」（スマートフォンアプリ「Nintendo Switch Online」に含まれる『あつまれ』用コンテンツ）ではエラー画面に現れる。「ありがとうございました」を「ありがとうございまヒた」と言う等、母音が「い」の単語等は専ら発音が「ヒ」になり、語尾も専ら「〜ヒ」になる。埴輪との関係性は不明。
- 登場作品（初代 - e+、街へいこうよ - ）

たぬきち（Tom Nook）
男・タヌキ。「〜だなも」「〜だも」が口癖。座右の銘は「あきんどは損していつか倉がたつ」。5月30日生まれ。一人称は「ボク」。
村で商店を営んでいる。村を訪れたプレイヤーに店のアルバイトや住宅ローンを課す。
都会で成功するため村を出るも、銀行の融資を受けられず悪態をついたり、悪い友人にお金を騙しとられるなど数々の事業で失敗を経験。心身共に疲れ果て、一文無しで帰郷した。励ましてくれた幼なじみのあさみにも「ユメなんてしょせんお金の力にはかなわない」と冷たい態度をとってしまい、今では疎遠に。しかしその本心では夢を捨てきれず、あさみからのプレゼント（手作りの洋服）や励ましの言葉も嬉しく思っている。『おいでよ』ではそのころの秘話や苦労話を聞く事ができる。
『とびだせ』以降の作品では店を弟子のまめきちとつぶきちに任せ、不動産会社「たぬきハウジング」の経営や、不動産デベロッパー「たぬき開発」を興し無人島開発事業などを展開している。また、同作以降はプレイヤーの自宅の増築とそれに伴う住宅ローンを本人に無断で（あるいは意向を無視してまで）は実行しなくなる等、性格が丸くなっている。その幅広い活動から顔も広く、グレースの本名を知る数少ない人物でもある。『とびだせ』ではホンマさんとの会話から毎日ビューティーサロン「スピーディ」で髪を整えていることが判明した。『ハッピーホームパラダイス』ではたぬきハウジングから独立したタクミを引き続き気にかけている（後述）。
ゴルフが趣味。カラオケの十八番は「けけえんか」。
まめきち（Timmy）・つぶきち（Tommy）
男・タヌキ。座右の銘は、まめきちが「師は針の如く、弟子は糸の如し」、つぶきちが「商売に争いなし」。6月7日生まれ。
まめきちが兄、つぶきちが弟の双子の兄弟で、2人合わせて通称「まめつぶ（兄弟）」。たぬきちの親戚である。『街へいこうよ』までの作品ではたぬきちの店の手伝いをしているが、『とびだせ』以降は兄弟で商店を営んでいる。『とびだせ』では互いに仕事を担当する時間や階層が異なるため2人が同時に居る様子は見られなかったが、『あつまれ』では2人同時に店番に立っている。2人並んでいる時は「（まめきち）いらっしゃいませー!」→「（つぶきち）ませー!」等と互いの発言の語尾を繰り返す一方、1人で店番に立っている時はたぬきちの口癖（「〜だなも」）をこぼす。
たぬきちによると、まめきちは左手、つぶきちは右手にそれぞれホクロがあるらしいが、この点は当のたぬきちもうろ覚えであり定かではない。それ以外には外見上の相違点もなく、服装も「ジャケット」「前掛け」「たぬき開発のアロハシャツ」「たぬき開発のブルゾン」「シャツにエプロン」等とあるがいずれにしても常にお揃いのため、ほとんどの場合に兄弟の見分けはたぬきちでさえつかない。
まめきち曰く「弟の方がしっかりしている」。餡の好みは兄弟で異なる（まめきち：漉し餡、つぶきち：粒餡）。『あつまれ』ではつぶきちの方が声が高い。
カットリーヌ（Harriet）
女・イヌ（プードル）。座右の銘は「馬子にも衣装」。1月31日生まれ。
ビューティーサロン「スピーディ」を経営している美容師。お喋り好き。パニエルの恋人。『おいでよ』ではたぬきちのデパート、『街へいこうよ』では街、『とびだせ』ではエイブルシスターズの2階、『あつまれ（Ver. 2.0）』ではパニエルの島に店を構えている。店名故か、手は非常（施術直後にPCがぐったりするほど）に荒い。
- 登場作品（おいでよ - ）

とたけけ（K.K. Slider）
男・イヌ（ジャック・ラッセル・テリア）。座右の銘は「けけも歩けば棒に当たる」。8月23日（モデルの人物に因む）生まれ。
毎週土曜日の夜にギターの弾き語りを行うミュージシャン。『おいでよ』以前の作品では駅前で、『おいでよ』『街へいこうよ』では博物館内の喫茶店で、『とびだせ』ではCLUB444（後述）で、『あつまれ』では案内所前で演奏する。『あつまれ』では島の魅力を上げてとたけけを招待することが序盤の目標となる。
『マリオカート8』『マリオカート8 デラックス』では本シリーズをモチーフとしたコース「どうぶつの森」で弾き語りを行っている。
本シリーズのサウンドディレクターである戸高一生がモデル。「とたけけ」は戸高が学生時代にゲームキャラクターにつけた名前に由来する。
2006年に大塚製薬が実施した「オロナミンC 元気ハツラツぅ? キャンペーン」において、応募者にプレゼントする商品をセレクトした20人の著名人「元気20人」の一人として、とたけけが起用された。
DJ K.K
とたけけのディスクジョッキー（DJ）名義。『とびだせ』では土曜日以外の夜にCLUB444で、『ハッピーホームパラダイス』では不定期に開催されるタクミライフ主催のフェスでターンテーブルを回す。『ハッピーホームパラダイス』では『あつまれ』本編同様、リゾート地の魅力を上げてDJ K.Kを招待することが序盤の目標となる。ナッティーとは友人関係。
amiiboはとたけけ名義とは別に設定がある（第1弾・No. 003）。
- 登場作品（とびだせ、ハッピーホームパラダイス）

コトブキ（Tortimer）
男・カメ。座右の銘は「亀の甲より年の功」。12月31日生まれ。
『街へいこうよ』までの作品では村の村長を務め、イベントが行われる日に現れてプレイヤーにそのイベントにちなんだ家具を提供する。『とびだせ』では村長を引退し、南の島でのリゾート事業をかっぺいの家族とともに行っている。『あつまれ（Ver. 2.0）』ではパニエルの島で家の収納とのやりとりを担当。
- 登場作品（+ - ）

リセットさん（Mr. Resetti）
男・モグラ。座右の銘は「地震、カミナリ、火事、おやじ」。4月6日生まれ。35歳（『ニンテンドードリーム』の公式インタビュー）。
プレイ中にゲーム機のリセットボタンを押す、もしくはセーブせずにゲーム機の電源を切ると、次回プレイ時にプレイヤーの家の前の地面から顔を出し関西弁で説教をする。妻子持ち。腰に持病を抱えており、兄のラケットさんによると現在も通院中とのこと。『e+』『街へいこうよ』『とびだせ』ではリセットさんの家（リセット監視センター）に入ることができる。
『とびだせ』では「リセット監視センター」を設置するかどうかはプレイヤーの判断に委ねられる。これは、リセットさんの説教を怖がる子供がいることへの配慮によるものである。
『あつまれ』ではソフトのオートセーブ機能実装によりこれまでの役目を終え、後述の緊急脱出サービスのオペレーターに転職している。基本的に台詞のみの登場であり、Ver. 1.x系列では姿は通信エラーなどで通信が切断された際に表示される一枚絵でしか見ることができなかったが、Ver. 2.0では時折ハトの巣に訪れ、これまでの説教がストレスであったために緊急脱出サービスのオペレーター職を気に入っていると転職後の心境を語り、遂には「人生にリセットボタンがあってもエエやろ!!」と言い放つ。なお、本人を模した人形である「グラウンドホッグのもけい」を季節限定で入手することができる。
『大乱闘スマッシュブラザーズX』では戦いを支援するキャラクター「アシストフィギュア」として登場する。また、『マリオカート8』『マリオカート8 デラックス』では本シリーズをモチーフとしたコース「どうぶつの森」で地中から現れ、ぶつかったマシンを転倒させる。
ラケットさん（Don Resetti）
男・モグラ。座右の銘は「モグラの頭にジャスミン油」。5月1日生まれ。
リセットさんの兄。弟と違って気が優しい。大声でドカンと叱る弟に対し、小声でネチネチと叱るタイプ。『おいでよ』では登場していない。『あつまれ』では兄弟で緊急脱出サービスのオペレーターに転職しており、Ver. 2.0では弟と交替で時折ハトの巣に訪れる。
- 登場作品（+、e+、街へいこうよ、とびだせ、あつまれ〈Ver. 2.0〉）

みしらぬネコ（Rover）
男・ネコ。座右の銘は「猫に鰹節」。2月1日生まれ。
『e+』までのシリーズと『とびだせ』ではプレイヤーが初めて村に行く時に乗る汽車（列車）の中で現れ、プレイヤーに様々な質問をする。他の村への出かける際にも車内で出会う。『おいでよ』ではすれちがい通信時に、『街へいこうよ』ではプレイ開始前の準備画面に登場する。『あつまれ（Ver. 1.2）』では5月1日のメーデーに乗じたぬきちにより企画された離島ツアーの行先に登場する。たぬきちとは旧知の仲である。
あやしいネコ（Blanca）
男・ネコ。座右の銘は「顔が物語る」。誕生日は不明。
顔の無いネコ。『e+』までは他の村へ出かける際に汽車の中で出会う事があり、この時プレイヤーが顔を描くことになる。『とびだせ』では4月1日に村に現れ、村の住民たちと同じ姿に変装するいたずらを行う。
- 登場作品（+ - とびだせ）

かっぺい（Kapp'n）
男・河童。座右の銘は「河童の屁」。7月12日生まれ。
『e+』までの作品、『とびだせ』、『あつまれ（Ver. 2.0）』ではプレイヤーが南の島へ行くための船を出し、航行中に舟歌を歌う。『おいでよ』ではタクシー運転手に、『街へいこうよ』ではバスの運転手に転職したが、本人によると船頭の仕事はセクハラでクビになったという。『とびだせ』以降は再び船頭に復帰している。『おいでよ』では初めてのゲーム開始時村まで送り届け、『街へいこうよ』では村と街の間を運転している。女好きであり、『あつまれ』以前は女の子主人公に甘かった。
しずえによると繊細な性格であり、『あつまれ（Ver. 2.0）』で舟歌をスキップしようとすると急ぎ始めるが、その際に文句を言う。『大乱闘スマッシュブラザーズ SPECIAL』では『街へいこうよ』のバスの運転手姿のかっぺいが「うんてんしゅ」名義でアシストフィギュアとして登場し、プレイヤーをバスに乗せてどこかへ連れて行ってしまう。
- 登場作品（+ - ）

クーコ（Leilani）
女・河童。座右の銘は「妻の言うに 向こう山も動く」。9月26日生まれ。
かっぺいの妻。南の島でミニゲームの「ツアー」の手続きや島から帰る際の船の手配を担当している。
- 登場作品（とびだせ）

ゲコ（Grams）
女・河童。座右の銘は「水清ければ 魚すまず」。4月15日生まれ。
かっぺいの母。南の島でお土産売場を担当している。
- 登場作品（とびだせ）

クク（Leila）
女・河童。座右の銘は「ウリのつるに ナスビはならぬ」。8月16日生まれ。
かっぺいとクーコの娘で、顔はかっぺい似。南の島のお土産売場内でお店屋さんごっこを行う。
- 登場作品（とびだせ）

えきいんさん（Porter）
男・サル。座右の銘は「去る者は追わず」。4月17日生まれ。
村の駅で働く駅員。『おいでよ』と『街へいこうよ』では姿のよく似た「さるお」という住民が登場する。
- 登場作品（初代 ､+、 e+、おいでよ、街へいこうよ、とびだせ）

ぺりこ（Pelly）
女・ペリカン。座右の銘は「当日の消印は有効」。3月19日生まれ。
ぺりみの妹。『おいでよ』『街へいこうよ』では役場で、『とびだせ』では郵便局で働いている。ぺりおに片思いをしている。『街へいこうよ』までの作品では村の看板に「ひとりごと」を書いている。方向音痴。ぺっくんといういとこがいる。
- 登場作品（初代 - とびだせ）

ぺりみ（Phyllis）
女・ペリカン。座右の銘は「自分のものは美しい」。11月21日生まれ。
ぺりこの姉。ぺりこと同じく役場や郵便局で働いている。プレイヤーに対する態度は常に冷たくやる気がないが、妹思いな一面がある。自分につきまとうぺりおを鬱陶しく思っている。
- 登場作品（初代 - とびだせ）

ぺりお（Pete）
男・ペリカン。座右の銘は「会えないときは手紙で話そう」。3月8日生まれ。
手紙の配達員。ぺりみに片思いをしている。ぺりみからは嫌がられているが本人にはその自覚が全く無く、逆に好意があると勘違いしている。『おいでよ』から声が変更されている。
- 登場作品（初代 - とびだせ）

おまわりさん（もんばんさん） A（Copper）
男・イヌ（柴犬）。座右の銘は「謹厳実直」。6月28日生まれ。
警察官（門番）。いつも交番の前に立っているが、夏の早朝のみ、おやしろ（『e+』では願いの泉）の前に立ち、住民達とラジオ体操を行なっている。『おいでよ』と『街へいこうよ』では「もんばんさん」となり、他の村へ出かける際の設定を担当。『とびだせ』では再び警察官に戻り、「モダンな交番」を建てると登場する。
- 登場作品（初代 - とびだせ）

おまわりさん（もんばんさん） B（Booker）
男・イヌ（ブルドッグ）。座右の銘は「落とし物は交番へ」。4月23日生まれ。
警察官（門番）。いつもおどおどしている。おまわりさんAと同様、『おいでよ』と『街へいこうよ』では「もんばんさん」となり、落し物の管理と訪問者の報告を担当。『とびだせ』では再び警察官に戻り、「クラシックな交番」を建てると登場する。
- 登場作品（初代 - とびだせ）

あさみ（Sable）
女・ハリネズミ。一人称は「あたし」。座右の銘は「働けば凍るひまなき水車」。11月22日生まれ。
仕立て屋「エイブルシスターズ」でお針子を担当するハリネズミ3姉妹の長女。
人見知りな性格で、ゲーム開始当初は無口で無愛想な態度をとる。話しかけるたび徐々に心を開いていき、『とびだせ』ではミシンを使えるようになる。『あつまれ』では家具をリメイクするための布地をくれる。
たぬきちとは幼なじみであり、かつては自分と同じように夢を追う彼を兄のように慕っていた。たぬきちが都会で騙されたことがきっかけで彼の性格が一変し、2人は疎遠になってしまう。しかし今でも、彼からの誕生日プレゼント（はさみ）を大切に持っている。彼の一件や妹との仲違い（後述）からか、都会人に対してはコンプレックスを持つ傾向がある。
幼い頃に大好きな両親を亡くしており、両親の残した店を守りつつ10歳離れたきぬよを1人で育て上げたが、その過程でことのと仲違いしてしまう。『とびだせ』ではお互いに和解し3人でエイブルシスターズを経営している。『あつまれ』ではデザイナーの修行に出ていることのを応援している。『街へいこうよ』の『ニンテンドードリーム』の公式インタビューによると年齢は29歳。
鼻の上にふきでものが出来やすく、うつむきがち。『おいでよ』の1月のドラマイベントによると、えんじ色が好きできぬよ曰く星座と花言葉に詳しい。
夢は「かわいい おようふくで むらを いっぱいにしたい」。
- 登場作品（+ - あつまれ）

きぬよ（Mabel）
女・ハリネズミ。一人称は基本的に「ウチ」だが稀に「わたし（『街へいこうよ』のドラマイベントのみ）」と言う事もある。座右の銘は「今日の一針、明日の十針」。5月22日生まれ。『ニンテンドードリーム』の公式インタビューによると、年齢は19歳。
エイブルシスターズで販売・接客を担当するハリネズミ3姉妹の末っ子。ややキレのある関西弁で話す。姉のあさみとは対照に明るい性格。姉2人の仲違いについては幼かったためによく覚えていないが、3人で仲良くエイブルシスターズを営みたいと思っている。
白と緑のギンガムチェックの服が好みで、身に付けているエプロンもそのギンカムチェックである。
- 登場作品（+ - あつまれ）

ケイト（Label） / ことの（Labelle）
女・ハリネズミ。一人称は「わたし」。座右の銘は「棒ほど願って針ほど叶う」。10月31日生まれ。『ニンテンドードリーム』の公式インタビューによると、年齢は27歳。
ハリネズミ3姉妹の次女。『街へいこうよ』では、デザイナーになるために街で高級ブティックを営むグレースの元で修行しており、「ケイト」の名義もグレースから貰った。
口調は非常に礼儀正しいが他人行儀で、あさみとは別の意味で人見知りする性格。ある程度話すようになると、姉のあさみや妹のきぬよと同じく関西弁が口に出る事がある。
両親の他界後、村に残って両親の店を守りたいあさみとケンカ別れをしていたが、『とびだせ』では仲直りをし、3人仲良くエイブルシスターズで働いている。『あつまれ』では独立し、本名の「ことの」名義で自身のデザイナーネーム「ケイト」を冠したブランドを立ち上げつつ修行に励んでいる。
- 登場作品（街へいこうよ -あつまれ ）

フータ（Blathers）
男・フクロウ。座右の銘は「知恵は小出しにせよ」。9月24日生まれ。一人称は「ワタクシ」。
博物館の館長。本人によるとギリギリ20代。フクロウ故に夜行性であり日中は居眠りしている。虫が大の苦手。『おいでよ』『街へいこうよ』『あつまれ』では魚の食べ方、虫の気持ち悪さについて語り、化石についても熱弁をふるう。『おいでよ』からは鑑定士の免許を取得し、化石の鑑定ができるようになった。喫茶店のマスターと仲が良く、『おいでよ』『あつまれ（Ver. 2.0）』ではマスターが運営する喫茶「ハトの巣」を博物館に併設している。
不器用ながら妹であるフーコを大切に思う一面があり、遊びたい盛りのフーコをキャンプに連れていくために虫嫌いを克服しようとしたり、洋服をプレゼントしようとする。
あさみとたぬきちが埋めたものと思われるタイムカプセルを掘り起こしたことがある。
『あつまれ』の博物館を巡り国立科学博物館（かはく）の研究者がエキサイトニュースのインタビューを受けた際、約60名の研究者が所属するかはくに対し、フータはその約60人分の業務量をフクロウ1羽でこなしていることになるとして、かはくの研究者から「フータ死ぬよ。過労死するよ」と辛辣なツッコミが入れられている。
- 登場作品（+ -あつまれ ）

フーコ（Celeste）
女・フクロウ。座右の銘は「冬の大三角」。9月7日生まれ。
フータの妹。『街へいこうよ』までの作品では博物館の天文台に、『とびだせ』では公共事業によってオープンする博物館の2階に登場する。『あつまれ』では流れ星の観察をするため不定期に島を訪れる。フータと一緒にされるのを嫌っているが、日中に居眠りをしたり興奮して自分の知識を語り出したりすることがあるなど、行動が似通っている。また、虫嫌いを克服しようと試みるフータをそのままでいいと諭すなど、兄想いな一面も。照れ屋な性格。『ハッピーホームデザイナー』によると近視であり、外ではコンタクト、家ではまるめがねをつけている。
- 登場作品（おいでよ - ）

マスター（Brewster）
男・ハト。座右の銘は「明鏡止水」。10月15日生まれ。
博物館の地下にある純喫茶「ハトの巣」のマスター。普段は無口だが常連になると心を開き、様々なエピソードを語る。一見冷静で慎重な性格のように見えるが、フータ曰く人を疑うことを知らない純朴な性格。コーヒーにこだわりを持ち、コーヒー以外の飲食物は一切提供しない。コーヒーの価格は全作統一で200ベル。
ハトの巣を経営する以前はフータの故郷である都会でお店を出していたが、ほとんど客が来ず店じまいも検討していた。そんな中、フータにちょっとしたアドバイスをしたことがきっかけで、学芸員として博物館の館長となった彼に声をかけられて同館で喫茶店を経営するようになったという。この事に関して、フータに心の底から感謝しているらしい。『街へいこうよ』では埴輪好きという意外な一面が判明した。『とびだせ』ではアルバイトの給料としてお手製の埴輪を貰えることも。同作では公共事業で村内にカフェを建設すると登場する。
『あつまれ（Ver. 2.0）』では当初は1人で埴輪を探しに行くために休業。そんな中で再びフータが声をかけようとするがこのためにフータからの連絡がつかない事態に陥っており、フータから要請されたプレイヤーによって捜索対象となる。発見後、博物館の2階に店を構え、店内にはamiiboカードでキャラクターを呼び出せるamiibo取り次ぎセンターに連絡するための電話機がある。
- 登場作品（おいでよ - あつまれ）

カブリバ（Joan）
女・イノシシ。座右の銘は「腐ってもカブ」。1月8日生まれ。
60年にも渡り「カブ」を売っている老婆。毎週日曜日の午前中に現れる。『おいでよ』『街へいこうよ』では赤カブの種も売り出している。彼女の声は他のキャラとは違う専用のものが用意されている。長年の無理から『あつまれ』では膝を痛めていて現在は働いていないことが孫のウリから明かされ、『ハッピーホームパラダイス』ではリゾート地で開業した病院に通院している。
- 登場作品（初代 - とびだせ、ハッピーホームパラダイス、ポケットキャンプ、あつまれ）

ジョニー（Gulliver）
男・カモメ。座右の銘は「一期一会」（『とびだせ』では「呉下の阿蒙」）。5月25日生まれ。
航海中、頻繁にハリケーンに巻き込まれては遭難して村の海岸に打ち上げられた状態で漂着する水兵。異国の出身で片言の言葉で話す。『おいでよ』『街へいこうよ』ではUFO（×○、通称バツマル、ペケマル）で宇宙飛行士として村の上空を飛行する。『とびだせ』以降の作品では再び水兵に戻り、これまでと同様に村→島の海岸に漂着した状態で現れる。
時折、起き上がるなり「ハー、ハッチョーッ!」というくしゃみをしたり、プレイヤーをハリケーンと勘違いして「こないでクダサーーーイ!」と悲鳴を上げたりする。プレイヤーに起こされようやく事態に気付けば割れた通信装置（スマートフォン）を見て「オーマイゴッシュ!」と絶句するのがお約束。
・登場作品（初代-あつまれ）
かいぞく（Gullivarrr）
いわゆる「海賊ジョニー（Pirate Gulliver）」。『あつまれ（Ver. 1.3）』で島近海の遊泳が可能になってから遭難する度に島の海岸に漂着するようになった、海賊船の船長。本人は自らを「J」と名乗っているが、その「J」とはジョニー（Johnny）の頭文字、初めて現れた時に会話の途中でこの名義に変わるまで名義は「ジョニー」で通常（水兵）のジョニー（以下、便宜上「水兵ジョニー」）と同じ、頻繁に水兵ジョニーと同じ言葉を口にする（前述）等と誤魔化し切れておらず、当該アップデートの告知に至るまで「波打ち際で寝ているこの人」が「いつもとなんとなく雰囲気が違う」と記載され、水兵ジョニーとは同一人物と見透かされている。目元に隈が出ており、水兵ジョニーより顔色が悪い。水兵ジョニーとは異なり、通信装置（スマートフォン）は毎回紛失して（水没させて）いる。
とたけけの別名義であるDJ K.Kとは異なり、シリーズ第5弾の時点でもamiiboの設定がない。
- 登場作品（あつまれ〈Ver. 1.3〉）

セイイチ（Wendell）
男・セイウチ。座右の銘は「空き腹にまずい物なし」。2月25日生まれ。一人称は「オイラ」。
放浪の画家。常に腹をすかしている。魚をあげるとお礼に自作の壁紙を、『おいでよ』『とびだせ』では服のデザインなどに使用できる「マイデザイン」をもらえる。
- 登場作品（初代 - とびだせ）

つねきち（Crazy Redd）
男・キツネ。座右の銘は「生き馬の目を抜く」。10月18日生まれ。
不定期に現れ絵画などを販売する商人。関西弁で喋る。『おいでよ』以降の作品では贋作が混じっている場合もある。花火大会の日には屋台を出しているが、こちらでは真っ当な商売をしている。『街へいこうよ』では街の隅に店を構え、『あつまれ（Ver. 1.2）』では島の北岸に船を着け、Ver. 2.0ではパニエルの島で募金によって『街へいこうよ』以来の常設店を構える。
・登場作品　（初代-あつまれ）
グレース（Gracie）
男・キリン。座右の銘は「ワタシに騙されなさい」。11月14日生まれ。一人称は「ミー」。
オネエ言葉を話すファッションデザイナー。ケイトの恩師でもある。高級車に乗って村を訪れ、車をきれいに磨くと服をもらえる。『街へいこうよ』では街で高級ブティック「グレイシーグレース」を経営している。『とびだせ』では時折村を訪れてプレイヤーのファッションチェックを行い、後に建設されるデパートの内部に自身の店を出店する。シリーズを重ねるごとに性格が丸くなっている。『とびだせ』以前は同性である男の子主人公に甘く、女の子主人公に厳しく、女性を嫌っていた。『街へいこうよ』では声が異なる。本名は「なべのすけ」であるともいわれているが、本人は否定している。
- 登場作品（初代 - とびだせ）

ローラン（Saharah）
男（海外版では女）・ラクダ。座右の銘は「月の砂漠」。11月10日生まれ。一人称は「アタシ」。
遠くの地からやってくる商人。やや片言の言葉を話す。『e+』までは絨毯、『おいでよ』『街へいこうよ』では壁紙などを販売する。また、『街へいこうよ』では村の住民から集めた「ボロのかべがみ（じゅうたん）」と新しい壁紙・絨毯の交換を、『とびだせ』では部屋の壁紙・絨毯を張り替える作業を担う。来るたびに毎回地図を落とし、プレイヤーに配達を依頼する。『あつまれ』では新たな家具であるラグの販売もするようになった。また、Ver. 2.0ではパニエルの島で募金によって初めて常設店を構える。
登場作品　（+-あつまれ）
ハッケミィ（Katrina）
女・ヒョウ（黒豹）。座右の銘は「当たるも八卦当たらぬも八卦」。10月28日生まれ。
占い師。占いでは水晶玉（『おいでよ』ではタロットカード）を使用し、「ケッハ モルタァ ケッハ モヌラタァ」という呪文を唱えてプレイヤーの運勢を見る。何も効果がなかったり、逆に運勢が下がることもある。『+』までの作品では巫女としても登場し、正月にお社の前でおみくじをもらえる。『おいでよ』以降では声が変わっている。『街へいこうよ』では街に店を構える。『とびだせ』では村の広場にテントを張って占いを行い、一定条件を満たすと公共事業が提案され商店街に店を構えるようになる。『あつまれ（Ver. 2.0）』では募金によってパニーの島に店を構え占ってもらえる他、「タヌポータル（本編Ver. 1.9）」でタヌポイント（ゲーム内でアイテムと交換できるポイント）を受け取った際に「今日のワンポイントアドバイス」をくれる。
ゆきだるま（Snowman）
男・雪だるま。
東北弁で話す。冬になると村に現れる2つの雪玉を転がしてくっつけると誕生し、くっつけた時の体が最良の形であれば「ゆきだるまシリーズ」のアイテムをもらえる。日が経つごとに小さくなっていき、3日で消滅する。『とびだせ』では雪だるま一家の長男という設定になり、プレイヤーより少し大きめに作ると誕生する。
・登場作品（初代-あつまれ）
ゆきだるマン（Snowdad）
男・雪だるま。
雪だるま一家の父で、雪玉を最大の大きさにすると誕生する。話しかけるとビンゴゲームが開始され、ビンゴが成立すると景品がもらえる。
- 登場作品（とびだせ）

ゆきだるママ（Snowmom）
女・雪だるま。
雪だるま一家の母で、プレイヤーと同等な大きさに作ると誕生する。「～ダマス」が口癖。雪の結晶を集めており、指定された個数の結晶を持って行くとアイテムと交換してもらえる。
- 登場作品（とびだせ）

ゆきんこ（Snowtyke）
男・雪だるま。
雪だるま一家の次男で、最も小さく作ると誕生する。「～でちゅ」が口癖。溶けて消滅するまでの間に家族全員を揃えると、後日、手紙とお礼のアイテムがもらえる。
- 登場作品（とびだせ）

うおまさ（Chip）
男・ビーバー。座右の銘は「岸を持つ者、魚も持つ」。12月9日生まれ。ジャスティンの父親。
バスつり大会の審判。魚が大好きで、せっかちな性格。キャッチ・アンド・リリースならぬ「キャッチ・アンド・イート」を身上とする。眼鏡姿（『初代 - +』、『e+』）と裸眼姿（『+（海外版）』）の二種類のデザインが存在し、日本版の『街へいこうよ』以降は裸眼姿で統一されている。
- 登場作品（初代 - e+、街へいこうよ - ポケットキャンプ〈 - 2020.9〉）

パンプキング（Jack）
カボチャ顔の謎の人物。性別は男。座右の銘は「トリック・オア・トリート」。10月31日（ハロウィン当日）生まれ。
ハロウィンの夜に現れ、アメを渡すとアイテムをもらえる。
- 登場作品（初代 - あつまれ）

ジングル（Jingle）
男・トナカイ。座右の銘は「急がば回れ」。12月24日（クリスマスイブ当日）生まれ。
クリスマスイブに現れアイテムを配布する。『とびだせ』『あつまれ（Ver. 1.6）』ではサンタクロースの格好で話しかけると仕事を手伝うことができる。
尚、オスのトナカイは冬になると角が抜け落ちてしまう為、サンタクロースのそりを引いているのは全員メスのトナカイだが、彼は男性であり、角も生えている。
- 登場作品（初代 - あつまれ ）

ゆうたろう（Wisp）
男・幽霊。座右の銘は「夜光る玉」。2月26日生まれ。
平日の深夜に現れ人魂探しを依頼してくる幽霊。『街へいこうよ』『amiibo+』ではランプの精として登場。『amiibo+』に登場の際はamiiboを使うことでそのキャラクターに変身する。『あつまれ』では再び人魂探しを依頼してくるようになり、集めると家具がもらえる。
- 登場作品（+、e+、街へいこうよ、とびだせamiibo+ - ）

いずみじいや（Farley）
泉に住んでいる謎の老人。普段は泉の中でプレイヤーを見守っている。
- 登場作品（+（海外版）、e+）

フランクリン（Franklin）
男・シチメンチョウ。座右の銘は「食うか食われるか」。10月10日生まれ。
『街へいこうよ』ではハーベストフェスティバルのゲストとして登場するが、自分がローストターキーにされ食べられてしまうのではないかと勘違いし、物陰に隠れている。『とびだせ』『あつまれ（Ver. 1.6）』ではハーベストフェスティバル→サンクスギビングデーの際に腕を振るうコックとして登場する。『街へいこうよ』での出来事がトラウマにまでなっているためか、丸焼き（ローストターキー）はレパートリーに無い。
- 登場作品（+（海外版）、e+、街へいこうよ - ）

ホンマさん（Lyle）
男・カワウソ。座右の銘は「禍福 己による」。6月6日生まれ。
『おいでよ』では毎週土曜日にプレイヤーの家の前で保険加入を勧めてくる。丁寧な口調だが、勧誘を断ると態度が悪くなる。つねきちと面識があるらしく、村を訪問する曜日を指定することが出来る。
『街へいこうよ』ではハッピールームアカデミー本部の受付を担当し、『とびだせ』ではたぬきハウジングの屋内でハッピーホームアカデミー特設カウンターを開設している。妻子持ちで二人の娘がいる（娘の顔はホンマさん似らしい）。
- 登場作品（おいでよ - とびだせ）

ししょー（Dr. Shrunk）
男・ウーパールーパー。座右の銘は「芸は身の仇」。1月2日生まれ。
芸人。『おいでよ』では時々村を訪れ、『街へいこうよ』では街の劇場で芸を見せる。『とびだせ』では芸人を引退してライブハウス「CLUB444」（クラブししょー）を経営している。妻子がいるらしい。本名は「芸のために捨てた」との事。
- 登場作品（おいでよ - とびだせ）

ラコスケ（Pascal）
男・ラッコ。座右の銘は「学ぶほど 愚かになることを学ぶべきである」。7月19日生まれ。一人称は「ボキ」。
哲学的な言葉を口にする。昔はサッカー少年だったらしい。『あつまれ（Ver. 1.3）』では海でホタテを採取すると海中から現れてアイテムかDIYレシピと交換してくれる。
- 登場作品（おいでよ - ）

ドンどんぐり（Cornimer）
秋のどんぐり祭り時に出現する、ドングリのお面をかぶった謎の人物。容姿や話し方がコトブキに酷似している。
『あつまれ（Ver. 2.0）』ではパニエルの島で秋にコトブキに代わり現れる。
- 登場作品（おいでよ、あつまれ〈Ver. 2.0〉）

まいごちゃん / まいこちゃん（Katie）
女・ネコ。座右の銘は、まいごちゃんが「どうもありがとう」、まいこちゃんが「旅は道連れ 世は情け」。10月22日生まれ。一人称は「あたし」。
おかあさんを捜している迷子。他の村に出かけた際に現れることがある。『とびだせ』では「まいごちゃん」ではなく「まいこちゃん」名義で登場し様々な村を一人で渡り歩いている。通信で別の村に連れて行くとお礼をもらえる。
- 登場作品（おいでよ - とびだせ）

おかあさん（Kaitlin）
女・ネコ。
まいごちゃんを探している。まいごちゃんを連れて行くとお礼をもらえる。
- 登場作品（おいでよ）

めがみさま（Serena）
女・イヌ（チワワ）。
村の泉にオノを落とすと出現する。気まぐれな性格で、落としたオノの種類に関する質問に正直に答えても、イソップ寓話「金の斧」のように金・銀のオノをもらえるとは限らない。落としたオノをそのまま返されたり、場合によっては落としたオノすら返してもらえない事もある。
- 登場作品（街へいこうよ）

きょしょー（Frillard）
男・エリマキトカゲ。
ししょーの師匠で、街の劇場にたまに現れる。自称・人間国宝。2月9日生まれ。『街へいこうよ』、『こもれび広場』以降の作品では登場しないが、ししょー曰く､定年退職したとのこと。
- 登場作品（街へいこうよ、こもれび広場）

シャンク（Kicks）
男・スカンク。座右の銘は「下駄を履くまでわからない」。11月30日生まれ。『ニンテンドードリーム』の公式インタビューによると、年齢は15歳。一人称は「オレ」。
『街へ行こうよ』では街角で靴磨きを行っている。靴が同じ色になった場合は料金は取らないなど、気前の良い性格。『とびだせ』では靴屋「Shoe Shank」（シュー シャンク）を営んでいる。『あつまれ』では不定期で案内所前に露店を開く他、Ver. 2.0ではパニエルの島で募金によって常設店を構える。
- 登場作品（街へいこうよ - ）

パロンチーノ（Phineas）
男・トド。座右の銘は「ひそかに諫めて 公にほめよ」。6月20日生まれ。
時折街に現れる子供好きなおじさん。一日に一度だけ風船や風車をプレゼントする。『とびだせ』では村内に現れ、プレイヤーのがんばりを評価するバッジを与える。
プレイヤーに対する一人称は「おじちゃん」。
- 登場作品（街へいこうよ - とびだせ）

カメヤマさん（Nat）
男・カメレオン。座右の銘は「一寸の虫にも 五分の魂」。7月25日生まれ。
虫取り大会の審判。自称世界一のムシマニア（『ハッピーホームパラダイス』では「ムシ好きなおじさん」）。
『ハッピーホームパラダイス』では別荘の庭に虫を放し飼いにするための授業を行う。
- 登場作品（街へいこうよ - とびだせ、ハッピーホームパラダイス）

ぴょんたろう（Zipper T. Bunny）
イースターの日に村へやってくる、ウサギの姿をした謎の人物。座右の銘は「なまむぎなまごめなまたまご」。3月11日生まれ。
地面の中にくじ券入りの卵を埋め、当たり券を持ってきたプレイヤーにアイテムを与える。近くにプレイヤーがいる間は踊り続けているが、離れた場所へ移動すると息切れをして動かなくなる。背中にはファスナーらしきものがあるが、着ぐるみではないと本人は否定していて、後ろに行って見ようとすると怒り出す。
- 登場作品（街へいこうよ - ）

ベルリーナ（Pavé）
男（ニューハーフ）・クジャク（クジャクは性的二形が激しい動物で、豪華な羽はオスのみが持ち、メスは地味な模様である為、彼は女性口調だが男性である）。座右の銘は「踊る阿呆に 見る阿呆」。3月3日生まれ。一人称は「わたし」。
カーニバルの日に村にやってくるダンサー。『街へいこうよ』では欲しがっている色の飴、『とびだせ』『あつまれ（Ver. 1.7）』では指定された色の羽根を渡すとアイテムをもらえる。
- 登場作品（街へいこうよ - ）

しずえ（Isabelle）
女・イヌ（シーズー）。座右の銘は「天衣無縫」。12月20日生まれ。
ケントの双子の姉。『とびだせ』では住民から「しずちゃん」の愛称で呼ばれ、任天堂公式やメディア等では「しずえさん」とも呼ばれる。『とびだせ』では村の役場で秘書を務め、村長であるプレイヤーをサポートする。極度のおっちょこちょいな性格、かつ極度の方向音痴で、よく何かを紛失したり、忘れたりしている。ミルクと砂糖がたっぷり入ったモカコーヒーを好むなど、かなりの甘党。村で特定のイベントが行われる際には、そのイベントに合わせた衣装を着て広場に現れる。『ハッピーホームデザイナー』によると近眼であり、外ではコンタクト、家ではメガネをつけている。『あつまれ』では島の発展に伴い案内所が改築されると、たぬきちに雇われ島にやって来る。
『大乱闘スマッシュブラザーズ for Nintendo 3DS / Wii U』ではアシストフィギュアとして登場し、周囲に回復アイテムの果物を投げる。また『大乱闘スマッシュブラザーズ SPECIAL』ではファイターとして登場する。
『マリオカート8』『マリオカート8 デラックス』ではレーサーとして登場する。
2018年10月に行われた『ポケットキャンプ』と『ポケットモンスター』（ポケモン）シリーズのコラボレーションの一環でポケモンのキャラクター・イーブイの着ぐるみが任天堂本社を訪れた際には、しずえの着ぐるみが受付で出迎えて応対した。
- 登場作品（とびだせ - ）

ケント（Digby）
男・イヌ（シーズー）。座右の銘は「2LDK角部屋バストイレ別」。12月20日生まれ。
しずえの双子の弟。「ハッピーホームアカデミー」に勤務し、住宅展示場で案内役を務めている。甘党のしずえとは異なり、コーヒーはブルーマウンテンのブラックが好み。タクミに好意を抱かれている。
- 登場作品（とびだせ）

リサ（Reese）
女・アルパカ。座右の銘は「恋は盲目」。7月5日生まれ。
カイゾーの妻。『とびだせ』ではリサイクルショップ「R・パーカーズ」（アールパーカーズ）で販売を担当している。『あつまれ（Ver. 1.2）』では、Ver. 1.2では6月にパニーの島でカイゾーと一緒にジューンブライド（Ver. 1.10では結婚記念日）の写真を撮っている。また、Ver. 2.0ではパニエルの島で募金によって店を開き、カイゾーの隣にいる（役割は接客）。
- 登場作品（とびだせ - ）

カイゾー（Cyrus）
男・アルパカ。座右の銘は「木を見る者は土を読め」。1月26日生まれ。
リサの夫。リサイクルショップ「R・パーカーズ」で家具のリメイクを担当する。ぶっきらぼうな口調で職人気質。プレイヤーが村を訪れた当初は疲れて眠っているが、後に目覚めてリメイクを請け負うようになる。『あつまれ（Ver. 1.2）』では、Ver. 1.2では6月にパニーの島でジューンブライド（Ver. 1.10では結婚記念日）の写真を撮るのを手伝うともらえるあいのけっしょうとアイテムを交換してもらえる。また、Ver. 2.0ではパニエルの島で募金によって店を開き、市販のリメイクキットではできない家具のリメイクを行う。
- 登場作品（とびだせ - ）

レイジ（Leif）
男・ナマケモノ。座右の銘は「怠け者の節句働き」。8月8日生まれ。
『とびだせ』では花や木の苗などを販売している。時折、村内の草むしりも行う。『あつまれ（Ver. 1.2）』では、Ver. 1.2では案内所の前に不定期で露店を開いている他、Ver. 2.0ではパニエルの島で募金によって常設店を構える。『ハッピーホームパラダイス』では学校コーディネート後に花の授業を行う。のんびりとした口調で喋る。
- 登場作品（とびだせ - ）

ゆめみ（Luna）
女・バク。座右の銘は「一富士二鷹三茄子」。2月29日生まれ。
リラクゼーションサロン「夢見の館」を営むセラピスト。『あつまれ（Ver. 1.4）』ではPCの夢の中に現れ夢番地の案内をする。
- 登場作品（とびだせ - ）

タクミ（Lottie）
女・カワウソ。座右の銘は「宅地建物取引主任者」。9月12日生まれ。
たぬきハウジング社員。ホンマさんの姪。『ハッピーホームデザイナー』ではプレイヤーの先輩社員。ケントに片思いをしている。『amiibo+』では隠し倉庫増築後に部屋の模様替えに関するセミナーを行う。
『ハッピーホームパラダイス』ではたぬきハウジングを退職、独立してリゾートデベロッパー「タクミライフ」を立ち上げて別荘販売に参入。人手不足でスタッフの確保に苦戦する中で心当たりを訪ねてたぬきちに相談したところプレイヤーの紹介を受ける、突然たぬきちがタクミライフの事務所を訪れた際に家具の提案に困っていることを告白するとたぬきショッピングで扱っている家具の手配を提案される等、独立後もたぬきちからは気にかけられている。
大食いの節があり、同作ではパーティー時の食べ過ぎを祟らせ食中りを患い、腹痛を訴えロドリーによって医療機関のある島まで救急搬送され、職務復帰後はこの一件をニコに窘められる。
- 登場作品（ハッピーホームデザイナー、amiibo+、ハッピーホームパラダイス）

パニエル（Harvey）
男・イヌ。座右の銘は「迷わぬ者に悟りなし」。8月2日生まれ。
『amiibo+』で追加されたオートキャンプ場の管理人。キャンピングカーに乗った「配信キャンパー」をオートキャンプ場に呼ぶ役割も担っている。キャンプ場では何かいいことをしたらもらえる「ふるさとチケット」と商品を交換できる。
『あつまれ』では自身の島を持っており、そこに行くと写真スタジオを貸してくれる。また、Ver. 2.0では島の奥に広場があり、恋人のカットリーヌと共にいろいろな店を開く。自らを「パニー」というニックネームで呼ばせようとする。
- 登場作品（amiibo+ -あつまれ）

キャンタロー（Giovanni）
男・トリ。9月6日生まれ。
キャンピングカー専門店「OKモータース」の接客係。
- 登場作品（ポケットキャンプ）

ピンちゃん（Beppe）
男・トリ。7月18日生まれ。
OKモータースで車体の色やデザインを変更する職人。
- 登場作品（ポケットキャンプ）

グーさん（Carlo）
男・トリ。5月3日生まれ。
OKモータースで車の中を大きくする職人。
- 登場作品（ポケットキャンプ）

モーリー（Orville）
男・ドードー。座右の銘は「正々堂々」。10月2日生まれ。
航空会社「ドードー・エアラインズ」（略称DAL）のグランドスタッフ。メッセージカードのやり取りやプレイヤーが他の島を訪れたり逆に他の島からプレイヤーを受け入れたりする際の窓口を担当している。
- 登場作品（あつまれ）

ロドリー（Wilbur）
男・ドードー。座右の銘は「インメルマンターン」。12月17日生まれ。
DALのキャプテン。プレイヤーを他の島へ搬送する。離島への到着後は道具をマイルと交換する業務、パニエルの島ではアイテムの買取やアイテムの自宅への宅配業務も行う。『ハッピーホームパラダイス』では本編の島・リゾート地・パニエルの島の3地点へは相互にプレイヤーを搬送するが、タクミが腹痛を訴えた時にタクミを医療機関のある島まで救急搬送する羽目になる。
- 登場作品（あつまれ）

ウリ（Daisy Mae）
女・イノシシ。座右の銘は「利食い急ぐな損急げ」。3月30日生まれ。
毎週日曜日の午前中に島を訪れるカブの売り子。頭部にくくりつけたざるにカブを乗せている。常に鼻水を垂らしており、くしゃみをするのも頻繁。
カブリバの孫で、お得意さんにはカブリバの竹林で採れたタケノコを送る。ハトの巣ではマスターのコーヒーが飲めずサブレーを食べている。
- 登場作品（あつまれ）

ジャスティン（C.J.）
男・ビーバー。座右の銘は「ナイトクルージングパーティー」。3月7日生まれ。
釣り大会の主催者。釣果に応じたグッズの配布や魚の高価買取を行う。大会がない時に同種の魚を複数手渡すと翌日にその模型が届けられる。
「ウェ〜イ」が口癖で、事あるごとにスマートフォンで写真を撮りまくる。
うおまさの息子で、2020年11月から『ポケットキャンプ』でうおまさに代わって釣り大会のホストを務めた際に「ダディーから引き継いで釣り大会をやっている」と語っている。
- 登場作品（あつまれ、ポケットキャンプ〈2020.11 - 〉）

レックス（Flick）
男・カメレオン。座右の銘は「シュレーディンガーの猫」。5月10日生まれ。
虫取り大会の主催者。大会以外では虫の高価買取や模型の制作を行う。ジャスティンとは幼馴染でルームシェアをしており、ジャスティンに頼む魚の模型の制作も請け負っている。
自らを「節足系アーティスト」と称し、虫に対する強い愛情を詩的な言葉で表現する。
ジャスティンの発言によると、父親のカメヤマさんも同じく虫好きだが虫を食べるのも好きということが許せず絶縁しているという。
- 登場作品（あつまれ）

オペレーター（Operator）
男・声のみ。
トラブルに巻き込まれたプレイヤーを特定場所まで移動させる「緊急脱出サービス」のオペレーター。
原則としてリセットさんが応対するが、稀にラケットさんが応対する事がある。
- 登場作品（あつまれ）

ニコ（Niko）
男・アイアイ。座右の銘は「為せば成る、為さねば成らぬ何事も」。1月17日生まれ。
タクミライフ社員。プレイヤーと共に行動し、別荘地への船を出す。工作好きで、砂浜に漂着していたメッセージボトルを拾いプレイヤーからDIYの話を聞いてからはDIYにも精を出す。
元々舞台となる島々に住んでいたものの、リゾート地開発の計画が進行中に突如中止されたことでショックを受けていたところにタクミ（およびプレイヤー）が参入したことで、自らもタクミライフの一員として島の発展に期待を寄せる。
接客慣れはしておらず、タクミが腹痛を訴えロドリーに救急搬送された際に事務所の仕切りを余儀なくされ困惑。臨時休業まで検討するがその間もなく依頼人が訪れると接客慣れしている後輩社員のプレイヤーに助けを求める程のパニック状態に陥り、タクミの職務復帰後に腹痛の原因が食べ過ぎを祟らせた食中りと判明すると手土産に握り寿司を買って来たり病院の開業に一安心したりするタクミを窘める。住んでいる島々の外の情報には疎く、DJ K.Kの存在も知らなかった。
- 登場作品（あつまれ）

ナッティー（Wardell）
男・マナティー。座右の銘は「泰然自若」。2月7日生まれ。
タクミライフ社員。事務所で家具の仕入れ業務と事務所の清掃を担当しており、事務所内の売店を仕切る。口数がとても少なく、物静かな性格で、休憩中は専ら海を眺めている。DJ K.Kとは友人同士の関係で、フェスの後に彼にオファーしたのはその伝手だったことを明らかにしてタクミを驚愕させる。
- 登場作品（あつまれ）

## 村の住民（Villagers）
性格は現在は男女ごとに各4種類存在する（キザ系とアネキ系は『とびだせ』から追加）。当初は引っ越してくる確率が低いレア住民が存在し、『おいでよ』では初期住民に選ばれない住民が多数存在し（「おいでよどうぶつの森 ザ・コンプリートガイド」参照）、『街へいこうよ』ではネットに繋いでいない状態では、一部のレアな住民（1ごう、2ごう、3ごう、キンカク、ギンカク、タコ住民、サル住民など）は村民で無くても街に現れない仕様になっていた。『とびだせ』ではレア住民の概念は無くなり、前作までのレア住民と設定されていたキャラも初期住民として登場するようになった。
『街へいこうよ』ではそれぞれ、好きな家具のシリーズの設定がある。それ以外にも、好きな色や好きな音楽、好きな傘、好きなフルーツとスキル（『とびだせ』のミニゲーム、『無人島脱出ゲーム』のみの設定）、行動パターン（あつまれ）、初期部屋の内装などが住民によって異なっている。
男（Boys）
ぼんやり系（ボク）（Lazy Villagers）
のんびりやで語尾をよく伸ばして話す。鉄道と食べることが好き。場の空気を読むのが苦手で、素朴な疑問をプレイヤーに問いかけてくることがある。
二人称は「キミ」で、三人称は、『おいでよ』までおよび『あつまれ』では男女問わず「〜くん」、『街へいこうよ』以降は男性を「〜くん」、女性を「〜ちゃん」づけする。セリフにはひらがなが多い。
全作品通じて遅起きの傾向だが、『とびだせ』から最も早く寝るようになった。
ハキハキ系（オイラ）（Jock villagers）
筋肉命。日々トレーニングを積んでおり、プレイヤーにもトレーニングを勧めてくる。二人称は「オマエ」で三人称は呼び捨て。
男の性格の中では一番に早起きする。
『あつまれ』では、アネキ系と共に初期住民として登場する。
コワイ系（オレ）（Cranky villagers）
気さくで鈍感。外見は文字通り怖い住民が多いが、本人もそのことを気にかけており、プレイヤーに相談を持ちかけてくる。二人称は「オメェ」で三人称は呼び捨て。
全作品通じて遅寝遅起きの夜行性タイプ。
キザ系（ボクB）（Smug villagers）
『とびだせ』で追加された性格。キザで紳士的。目をキラリと光らせることが多い。また、男女関係なく口説いてくる。二人称は「キミ」で、三人称は、『ポケットキャンプ』まで男性を「〜くん」、女性を「〜さん」、『あつまれ』では男女問わず「〜クン」づけする。
女（Girls）
ふつう系（わたし）（Normal villagers）
敬語を使って話す。全てのタイプの住民と仲良く接する。自分に関する話題よりも他の住民の話をすることが多い。二人称は「あなた」で三人称は男女問わず「〜さん」づけする。『あつまれ』では主人公をニックネームで呼ぶ時は呼び捨てにするようになった（『あつまれ』以前はニックネームでもさん付けしていた）。
全作品通じて最も総合的に早寝早起きするタイプ。
元気系（アタイ）（Peppy villagers）
明るい調子で話す。他の住民を褒めたり元気づけたりすることが多い。スターの座に強い憧れを持ち、ダイエットの話題をよく口にする。「なんかさ〜」「…じゃ〜ん」のような話し方をする。二人称は「アンタ」で、三人称は、『おいでよ』までと『あつまれ』では男女問わず「〜ちゃん」、『街へいこうよ』『とびだせ』では男性を「〜くん」、女性を「〜ちゃん」づけする。
オトナ系（アタシ）（Snooty villagers）
落ち着いた口調で話す。一部の作品の攻略本では「タカビー」と呼ばれていたこともある。他の住民にきつく当たることがある一方で、自嘲的な言葉も口にする。プレイヤーに服装に関するアドバイスをすることもある。二人称は、『おいでよ』までは「おたく」、『街へいこうよ』以降は「アナタ」で、三人称は、『おいでよ』までは男女問わず「〜ちゃん」、『街へいこうよ』では男性を呼び捨て、女性は「～ちゃん」で呼んでいる。『街へいこうよ』以降『ポケットキャンプまでは』は男性を「〜くん」、女性を「〜ちゃん」、『あつまれ』では男女問わず「〜さん」づけする。
アネキ系（ウチ）（Uchi villagers）
『とびだせ』で追加された性格。気が強くケンカっ早いが、面倒見がいい姉御肌。花が好きなど女性らしい一面も持っているが、そのことを指摘すると照れたり誤魔化したりする。二人称は「アンタ」で、三人称は呼び捨て。
現在存在する性格の中では遅寝遅起き。
『あつまれ』では、オイラ系と共に初期住民として登場する。
『あつまれ』の◆はVer. 2.0以降に登場する住民。

### 島の住民の性格（Islanders）
『+』、『e+』にのみ存在した性格。島が存在しない『おいでよ』以降では普通の住民として村に引っ越してくるが、性格は変更された。性格は男女ごとに各3種類。
男
おれ系（Jock Islanders）
コワイ系と似ているが、ハキハキ系の要素も含まれている。二人称は「あんた」で、三人称は呼び捨て。
じぶん系（Lazy Islanders）
敬語口調だが、少しネガティブな性格。二人称は「あなた」で、三人称は男女問わず「〜さん」。
ボク系（Cranky Islanders）
ぼんやり系とは異なり、キザでナルシストな口調。二人称は「キミ」で、三人称は男女問わず「〜くん」。
女
あたし系A（Snooty Islanders）
オトナ系と近いが、ギャルのように間延びした口調が多い。二人称は「あんた」で、三人称は男女問わず「〜ちゃん」。
あたし系B（Peppy Islanders）
肝っ玉タイプ。二人称は「あんた」で、三人称は呼び捨て。
わたし系（Normal Islanders）
ふつう系と異なり、元気系のような元気口調。夢みがち。二人称は「あなた」で、三人称は呼び捨て。
☆は『おいでよ』のみ、『街へいこうよ』のみ、『おいでよ』～『街へいこうよ』で初期住民に選ばれず、必ず引っ越してくる住民（一部は『街へいこうよ』では、ネットに繋いでいない状態では街にも出現しない仕様になっている）。

### イヌ（Dogs）
トミ（Bones）
男（ぼんやり系）。「〜ネッ」が口癖。座右の銘は「犬、土塊を追う」。8月4日生まれ。好きな家具はカラフルシリーズ。
☆ラッキー（Lucky）
男（ぼんやり系）。「〜らしいよ」が口癖。座右の銘は「賭けには幸運、恋には不運」。11月4日生まれ。好きな家具はロボシリーズ。
マロン（Maddie）
女（元気系）。「〜ワンツー」が口癖。座右の銘は「IT革命」。1月11日生まれ。
登場作品（初代〜e+、ハッピーホームデザイナー〜）
ブレンダ（Portia）
女（オトナ系）。「〜フンッ」が口癖。座右の銘は「薄幸の佳人」。10月25日生まれ。好きな家具はロイヤルシリーズ。
『+』でデザインが変更されている。
ロビン（Biskit）
男（ぼんやり系）。「〜だイヌ」が口癖。座右の銘は「目は真実を見耳は嘘を聞く」。5月13日生まれ。好きな家具はカントリーシリーズ。
バニラ（Daisy）
女（ふつう系）。「〜だよね」が口癖。座右の銘は「味は食べてみるまで分からない」。11月16日生まれ。好きな家具はアジアシリーズ。
キャラメル（Goldie）
女（ふつう系）。「〜ワン」が口癖。座右の銘は「中くらいの幸せが一番良い」。12月27日生まれ。好きな家具はロイヤルシリーズ。
ベーグル（Bea）
女（ふつう系）。「〜グー」が口癖。座右の銘は「ヒゲのない夫にヒゲのある妻」。10月15日生まれ。
登場作品（初代〜e+、amiibo+〜）
ペリーヌ（Cookie）
女（元気系）。「〜プリリン」が口癖。座右の銘は「犬が西向きゃ尾は東」。6月18日生まれ。好きな家具はカントリーシリーズ。
登場作品（初代〜e+、街へいこうよ〜）
ジョン（Butch）
男（コワイ系）。「〜ノン」が口癖。座右の銘は「寝るも忠義」。11月1日生まれ。好きな家具はモノクロシリーズ。
ベン（Walker）
男（ぼんやり系）。「〜バウ」が口癖。座右の銘は「動かざること山の如し」。6月10日生まれ。好きな家具はラブリーシリーズ。
登場作品（e+〜）
シャンペン（Frett）
男（コワイ系）。「〜ったく」が口癖。座右の銘は「盛りひと時」。10月30日生まれ。
登場作品（e+、あつまれ◆）
メグミ（Megumi）
女（元気系）。「〜きゅん」が口癖。座右の銘は「虎穴に入らずんば虎子を得ず」。
登場作品（e+）
バウ（Bow）
男（ぼんやり系）。「〜バウ」が口癖。座右の銘は「忠誠心」。
登場作品（e+）
マサ（Masa）
男（おれ系）。「〜てもんだ」が口癖。座右の銘は「太公望」。
登場作品（e+）
チャンプ（Mac）
男（ハキハキ系）。「〜モグ」が口癖。座右の銘は「尾を振る犬は たたかれず」。11月11日生まれ。好きな家具はリゾートシリーズ。
登場作品（街へいこうよ〜）
もんじゃ（Marcel）
男（ぼんやり系）。「〜なんじゃ」が口癖。座右の銘は「旅の恥は かき捨て」。12月31日生まれ。好きな家具はロイヤルシリーズ。
登場作品（街へいこうよ〜）
ハチ（Benjamin）
男（ぼんやり系）。「〜ではでは」が口癖。座右の銘は「夫婦ゲンカは犬も食わない」。8月3日生まれ。
登場作品（とびだせ〜）
ハンナ（Cherry）
女（アネキ系）。「〜だってネ」が口癖。座右の銘は「番茶も出花」。5月11日生まれ。
登場作品（とびだせ〜）
ボブ（Shep）
男（キザ系）。「〜ワンダー」が口癖。座右の銘は「枕を高くして寝る」。11月24日生まれ。
登場作品（とびだせ〜）

### ネコ（Cats）
☆かぶきち（Kabuki）
男（コワイ系）。「〜ぃよぉー」が口癖。座右の銘は「1声 2顔 3姿」。11月29日生まれ。好きな家具はシックシリーズ。
トラこ（Tabby）
女（元気系）。「〜にゃは」が口癖。座右の銘は「恋人がくれるのはリンゴ」。8月13日生まれ。好きな家具はモノクロシリーズ。
アセクサ（Stinky）
男（ハキハキ系）。「〜ダァーッ」が口癖。座右の銘は「闘魂」。8月17日生まれ。好きな家具はあおいろシリーズ。
登場作品（初代〜e+、街へいこうよ〜）
たま（Purrl）
女（オトナ系）。「〜ふんっ」が口癖、座右の銘は「起きて半畳、寝て一畳」。5月29日生まれ。好きな家具はアジアシリーズ。
ショコラ（Kitty）
女（オトナ系）。「〜フフ」が口癖。座右の銘は「通販生活」(「あつまれ」では「送料無料」)。2月15日生まれ。好きな家具はロイヤルシリーズ。
登場作品（初代〜e+、街へいこうよ〜)
ジェーン（Monique）
女（オトナ系）。「〜ウフーン」が口癖。座右の銘は「姿は作り物」。9月30日生まれ。好きな家具はラブリーシリーズ。
キャビア（Kiki）
女（ふつう系）。「〜だニ」が口癖。座右の銘は「女心は猫の目」。10月8日生まれ。好きな家具はカントリーシリーズ。
オリビア（Olivia）
女（オトナ系）。「〜なんやん」が口癖。座右の銘は「思えば思わるる」。2月3日生まれ。好きな家具はロイヤルシリーズ。
ヒャクパー（Tangy）
女（元気系）。「〜みかん」が口癖。座右の銘は「ストレート果汁100％」。6月17日生まれ。好きな家具はリゾートシリーズ。
バンタム（Tom）
男（コワイ系）。「〜ちぇっ」（『あつまれ』では「〜ナックル」）が口癖。座右の銘は「必殺技はネコパンチ」。12月10日生まれ。好きな家具はアジアシリーズ。
登場作品（初代〜e+、街へいこうよ〜）
ブーケ（Rosie）
女（元気系）。「〜チェキ」が口癖。座右の銘は「美貌は結婚まで、知恵は死ぬまで」（『あつまれ』では「花も実もある」）。2月27日生まれ。好きな家具はラブリーシリーズ。
ニコバン（Bob）
男（ぼんやり系）。「〜ネコ」が口癖。座右の銘は「豚に真珠」。1月1日生まれ。好きな家具はカラフルシリーズ。
マール（Mitzi）
女（ふつう系）。「〜ニャー」が口癖。座右の銘は「猫は三年の恩を三日で忘れる」。9月25日生まれ。好きな家具はリゾートシリーズ。
ビンタ（Punchy）
男（ぼんやり系）。「〜だのら」が口癖。座右の銘は「右の頬打つ者に左の頬向けよ」。4月11日生まれ。好きな家具はあおいろシリーズ。
登場作品（+〜）
ナイル（Ankha）
女（e+まではあたし系A、街へ行こうよ以降はオトナ系）。「〜クフフ」が口癖。座右の銘は「ミイラ取りがミイラになる」。9月22日生まれ。好きな家具はロイヤルシリーズ。
登場作品（+〜e+、街へ行こうよ〜）
ミャウ（Meow）
女（元気系）。「〜ミャウ」が口癖。座右の銘は「声紋分析」。
登場作品（e+）
ピエール（Pierre）
男（ハキハキ系）。「〜ってね」が口癖。座右の銘は「笑う門には福来る」。
登場作品（e+）
みかっち（Felicity）
女（元気系）。「〜ね」が口癖。座右の銘は「恋に上下の隔てなし」。3月30日生まれ。好きな家具はシックシリーズ。
登場作品（e+、街へいこうよ〜）
ラムネ（Lolly）
女（ふつう系）。「〜あのね」が口癖。座右の銘は「火事場の ネコぢから」。3月27日生まれ。好きな家具はシックシリーズ。
登場作品（e+、街へいこうよ〜）
さっち（Merry）
女（元気系）。「〜にゃん」が口癖。座右の銘は「目病み女に風邪ひき男」。6月29日生まれ。好きな家具はシックシリーズ。
登場作品（e+、街へいこうよ〜）
ジンペイ（Moe）
男（ぼんやり系）。「〜な」が口癖。座右の銘は「合縁奇縁」。1月12日生まれ。好きな家具はみどりシリーズ。
登場作品（e+〜）
☆1ごう（Kid Cat）
男（ハキハキ系）。「〜とぉっ」が口癖。座右の銘は「必殺技」。8月1日生まれ。好きな家具はロボシリーズ。
登場作品（e+〜）
チャス（Rudy）
男（ハキハキ系）。「〜とかナ」が口癖。座右の銘は「ネコの手を貸します」。12月20日生まれ。
登場作品（とびだせ〜）
ちょい（Katt）
女（アネキ系）。「〜じゃね」が口癖。座右の銘は「門番の小僧習わぬ経を読む」。4月27日生まれ。
登場作品（とびだせ〜）
ジャック（Raymond）
男（キザ系）。「〜キリッ」が口癖。座右の銘は「セルフブランディング」。10月1日生まれ。
登場作品（あつまれ）

### ウシ（Bulls and Cows）
ミルク（Belle）
女（元気系）。「〜にゅう」が口癖。座右の銘は「雌牛の口にミルク」。
登場作品（初代〜e+）
イワオ（Oxford）
男（コワイ系）。「〜でんがな」が口癖。座右の銘は「力に勝る理屈なし」。
登場作品（初代〜e+）
ボルシチ（T-Bone）
男（e+まではぼんやり系、とびだせ以降はコワイ系）。「〜だっぺ」が口癖。座右の銘は「牛は牛づれ、馬は馬づれ」。5月20日生まれ。
登場作品（初代〜e+、とびだせ〜）
モーリス（Stu）
男（ぼんやり系）。「〜だなっす」が口癖。座右の銘は「牛も成長すれば鼻の穴も開く」。4月20日生まれ。
登場作品（初代〜e+、amiibo+〜）
しもふり（Petunia）
女（オトナ系）。「〜ザマス」が口癖。座右の銘は「時代錯誤」。
登場作品（初代〜e+）
カルピ（Patty）
女（元気系）。「〜だモー」が口癖。座右の銘は「言わぬ事は聞こえぬ」。5月10日生まれ。好きな家具はリゾートシリーズ。
ビフテキ（Chuck）
男（コワイ系）。「〜ってんだ」が口癖。座右の銘は「縁の下の力持ち」。
登場作品（初代〜e+）
アモーレ（Bessie）
女（ふつう系）。「〜ずら」が口癖。座右の銘は「いつかは鼻からゲップが出る」。
登場作品（初代〜e+）
セルバンテス（Angus）
男（コワイ系）。「〜ふふ」が口癖。座右の銘は「弁慶の泣き所」。4月30日生まれ。好きな家具はカントリーシリーズ。
登場作品（e+〜）
キャロット（Carrot）
女（ふつう系）。「〜きゃはっ」が口癖。座右の銘は「箸が転んだもおかしい」。
登場作品（e+）
ウェルダン（Weldon）
男（ボク系）。「〜ムーチョ」が口癖。座右の銘は「女ならでは夜が明けぬ」。
登場作品（e+）
いさこ（Norma）
女（e+まではわたし系、amiibo+以降はふつう系）。「〜うふ」が口癖。座右の銘は「人の物より自分の物」9月20日生まれ。
登場作品（e+、amiibo+〜）
ロデオ（Rodeo）
男（ぼんやり系）。「〜さすがに」が口癖。座右の銘は「鶏口となるも牛後となるなかれ」。10月29日生まれ。好きな家具はモノクロシリーズ。
登場作品（おいでよ〜）
まきば（Tipper）
女（オトナ系）。「〜ミルミル」が口癖。座右の銘は「3歩進んで4歩下がる」。8月25日生まれ。好きな家具はシックシリーズ。
登場作品（おいでよ〜）
テッチャン（Coach）
男（ハキハキ系）。「〜ジョリッ」が口癖。座右の銘は「反面教師」。4月29日生まれ。
登場作品（とびだせ〜）
ノルマン（Vic）
男（コワイ系）。「〜モイ」が口癖。座右の銘は「待てば海路の日和あり」。12月29日生まれ。
登場作品（とびだせ〜）
ハナコ（Naomi）
女（オトナ系）。「〜セボーン」が口癖。座右の銘は「バブル時代」。2月28日生まれ。
登場作品（とびだせ〜）

### ウサギ（Rabbits）
マーサ（Dotty）
女（元気系）。「〜ラン」が口癖。座右の銘は「親しき仲にも礼儀あり」。3月14日生まれ。好きな家具はロボシリーズ。
☆ゲンジ（Genji）
男（ハキハキ系）。「〜まろ」が口癖。座右の銘は「春なれや 名も無き山の 薄霞」。1月21日生まれ。好きな家具はアジアシリーズ。
ロッタ（Pippy）
女（元気系）。「〜なのサ」が口癖。座右の銘は「この世は風呂場」。6月14日生まれ。好きな家具はカントリーシリーズ。
☆やよい（Coco）
女（ふつう系）。「〜はにょ」が口癖。座右の銘は「前方後円墳」。3月1日生まれ。好きな家具はアジアシリーズ。
ペチカ（Gabi）
女（元気系）。「〜だっち」が口癖。座右の銘は「芸術は金の腕輪」。12月16日生まれ。好きな家具はリゾートシリーズ。
トビオ（Doc）
男（ぼんやり系）。「〜ですね」が口癖。座右の銘は「お眼鏡にかなう」。3月16日生まれ。
登場作品（初代〜e+、とびだせ〜）
☆モモチ（Snake）
男（ハキハキ系）。「〜ニンニン」が口癖。座右の銘は「忍びざるの心」。11月3日生まれ。好きな家具はアジアシリーズ。
モサキチ（Gaston）
男（コワイ系）。「〜ムホッ」が口癖。座右の銘は「食べたものはヒゲからたれる」。10月28日生まれ。好きな家具はロボシリーズ。
リリアン（Bunnie）
女（元気系）。「〜みたいな」が口癖。座右の銘は「可愛い子には旅をさせよ」。5月9日生まれ。好きな家具はラブリーシリーズ。
ビネガー（Claude）
男（ぼんやり系）。「〜ぶいぶい」が口癖。座右の銘は「人は見かけによらぬもの」。12月3日生まれ。
登場作品（初代〜e+、ハッピーホームデザイナー〜）
サントス（O'Hare）
男（e+まではボク系、とびだせ以降はキザ系）。「〜アミーゴ」が口癖。座右の銘は「耳を伊達につけている」。7月24日生まれ。
フランソワ（Francine）
女（オトナ系）。クリスチーヌの姉。「〜ルララ」が口癖。座右の銘は「妹の心、姉知らず」。1月22日生まれ。好きな家具はあおいろシリーズ。
登場作品（e+、街へいこうよ〜）
クリスチーヌ（Chrissy）
女（元気系）。フランソワの妹。「〜リララ」が口癖。座右の銘は「姉の心、妹知らず」。8月28日生まれ。好きな家具はラブリーシリーズ。
登場作品（e+、街へいこうよ〜）
プースケ（Hopkins）
男（ぼんやり系）。「〜ぷぅ」が口癖。座右の銘は「君子危うきに近寄らず」。3月11日生まれ。
登場作品（e+、amiibo+〜）
☆バズレー（Tiffany）
女（オトナ系）。「〜ってさ」が口癖。座右の銘は「鬼面の仏」。1月9日生まれ。好きな家具はロイヤルシリーズ。
登場作品（e+〜）
ルナ（Ruby）
女（元気系）。「〜フツーに」が口癖。座右の銘は「二兎を追うものは一兎も得ず」。12月25日生まれ。好きな家具はラブリーシリーズ。
登場作品（おいでよ〜）
チョコ（Carmen）
女（元気系）。「〜まじで」が口癖。座右の銘は「ケセラセラ」。1月6日生まれ。好きな家具はログシリーズ。
登場作品（街へいこうよ〜）
ミミィ（Bonbon）
女（元気系）。「〜ヤバッ」が口癖。座右の銘は「現地集合、現地解散」。3月3日生まれ。
登場作品（とびだせ〜）
アマミン（Cole）
男（ぼんやり系）。「〜そうさね」が口癖。座右の銘は「脱兎のごとし」。8月10日生まれ。
登場作品（とびだせ〜）
ミラコ（Mira）
女（アネキ系）。「〜だムーン」が口癖。座右の銘は「求めよ、さらば与えられん」。7月6日生まれ。
登場作品（とびだせ〜）
ミッチェル（Sasha）
男（ぼんやり系）。「〜くりりん」が口癖。座右の銘は「夜食過ぎての牡丹餅」。5月19日生まれ。
登場作品（あつまれ◆）

### サイ（Rhinos）
みつお（Hornsby）
男（ぼんやり系）。「〜のネン」が口癖。座右の銘は「飛んでいる蚊に蹄鉄を打つ」。3月20日生まれ。
登場作品（初代〜e+、amiibo+〜）
くるぶし（Tank）
男（ハキハキ系）。「〜ですサイ」が口癖。座右の銘は「灰色の足は灰色の尻に勝る」。5月6日生まれ。好きな家具はアジアシリーズ。
ワイハ（Tiara）
女（オトナ系）。「〜てゆーか」が口癖。座右の銘は「黒フェルトは白くならない」。
登場作品（初代〜e+）
スクワット（Spike）
男（コワイ系）。「〜でヤンキ」が口癖。座右の銘は「初志貫徹」。6月17日生まれ。
登場作品（初代〜e+、amiibo+〜）
ペチュニア（Azalea）
女（オトナ系）。「〜メルシィ」が口癖。座右の銘は「花の上より鼻の上」。12月18日生まれ。
登場作品（e+、あつまれ◆）
パトリシア（Patricia）
女（わたし系）。「〜えへっ」が口癖。座右の銘は「天然色素」。
登場作品（e+）
☆ユメコ（Rhonda）
女（ふつう系）。「〜ンフ」が口癖。座右の銘は「サイは投げられた」。1月24日生まれ。好きな家具はロイヤルシリーズ。
登場作品（おいでよ〜）
おさい（Renée）
女（アネキ系）。「〜パネェ」が口癖。座右の銘は「若気の至り」。5月28日生まれ。
登場作品（とびだせ〜）
パティ（Merengue）
女（ふつう系）。「〜でシュガ」が口癖。座右の銘は「ケーキバイキング」。3月19日生まれ。
登場作品（とびだせ〜）

### ニワトリ（Chickens）
ディアナ（Leigh）
女（元気系）。「〜だもん」が口癖。座右の銘は「三日坊主」。
登場作品（初代〜e+）
ケンタ（Goose）
男（ハキハキ系）。「〜だコケ」が口癖。座右の銘は「早起きは3ベルの得」。10月4日生まれ。好きな家具はアジアシリーズ。
ホイップ（Betty）
女（ふつう系）。「〜だがね」が口癖。座右の銘は「鶏軽んじて雉を愛す」。
登場作品（初代〜e+）
ピロシ（Hector）
男（ハキハキ系）。「〜なのだ」が口癖。座右の銘は「集めることに意味がある」。
登場作品（初代〜e+）
しもやけ（Egbert）
男（ぼんやり系）。「〜だヨ」が口癖。座右の銘は「多くを知る人は多くを苦しむ」。10月14日生まれ。好きな家具はロボシリーズ。
ドミグラ（Ava）
女（ふつう系）。「〜のよぉ」が口癖。座右の銘は「早寝早起き、病知らず」。4月28日生まれ。
登場作品（初代〜e+、とびだせ〜）
タツた（Hank）
男（ハキハキ系）。「〜じゃん」が口癖。座右の銘は「雄鳥は命じても鳴かず」。
登場作品（初代〜e+）
ブイヨン（Rhoda）
女（オトナ系）。「〜コッコ」が口癖。座右の銘は「卵を割らないでオムレツは作れない」。
登場作品（初代〜e+）
パタヤ（Pluckey）
女（e+まではあたし系B、amiibo+以降はアネキ系）。「〜どうだい」が口癖。座右の銘は「立つ鳥跡を濁さず」。10月12日生まれ。
登場作品（+〜e+、amiibo+〜）
ぺしみち（Benedict）
男（ぼんやり系）。「〜ウヒョー」が口癖。座右の銘は「杯中の 蛇影」。10月10日生まれ。好きな家具はみどりシリーズ。
登場作品（e+〜）
アリア（Becky）
女（オトナ系）。「〜ハレルヤ」が口癖。座右の銘は「白豆腐の拍子木」。12月9日生まれ。好きな家具はロイヤルシリーズ。
登場作品（e+、街へいこうよ〜）
☆キンカク（Knox）
男（コワイ系）。「〜せいッ」が口癖。座右の銘は「人事をつくして 天命を待つ」。11月23日生まれ。好きな家具はロイヤルシリーズ。
登場作品（街へいこうよ〜）
カサンドラ（Broffina）
女（オトナ系）。「〜ケッコー」が口癖。座右の銘は「九死に一生を得る」。10月24日生まれ。
登場作品（とびだせ〜）
クロベエ（Ken）
男（キザ系）。「〜コッケイ」が口癖。座右の銘は「郷に入っては 郷に従う」。12月23日生まれ。
登場作品（とびだせ〜）

### ダチョウ（Ostriches）
デジャネイロ（Rio）
女（元気系）。「〜リン」が口癖。座右の銘は「デイリーサプリメント」。9月10日生まれ。
登場作品（初代〜e+、あつまれ◆）
ラン（Sandy）
女（ふつう系）。「〜ダチョー」が口癖。座右の銘は「飛べない鳥でも羽はある」。10月21日生まれ。
登場作品（初代〜e+、amiibo〜）
ヘルツ（Sprocket）
男（ハキハキ系）。「〜だメカ」が口癖。座右の銘は「鉄は熱いうちに打て」。12月1日生まれ。
登場作品（初代〜e+、amiibo+〜）
☆タキュ（Queenie）
女（オトナ系）。「〜やっぱし」が口癖。座右の銘は「白を黒というのが人の常」。11月13日生まれ。好きな家具はシックシリーズ。
☆ちとせ（Gladys）
女（ふつう系）。「〜ですの」が口癖。座右の銘は「歩く姿はユリの花」。1月15日生まれ。好きな家具はアジアシリーズ。
登場作品（e+〜）
ジュリア（Julia）
女（e+ではあたし系A、amiibo+以降はオトナ系）。「〜やだわね」が口癖。座右の銘は「念には念を入れよ」。7月31日生まれ。
登場作品（e+、amiibo+〜）
ニンドリ（Nindori）
男（ハキハキ系）。「〜ドクソウ」が口癖。座右の銘は「独創に勝る者なし」。9月14日生まれ。
ゲーム雑誌『ニンテンドードリーム』とのコラボレーションキャラクター。
登場作品（e+）
ケイン（Phil）
男（キザ系）。「〜ホロロ」が口癖。座右の銘は「キジも鳴かずば 撃たれまい」。11月27日生まれ。
登場作品（とびだせ〜）
しのぶ（Blanche）
女（オトナ系）。「〜ですのね」が口癖。座右の銘は「カメの功より トリの功」。12月21日生まれ。
登場作品（とびだせ〜）
トキオ（Cranston）
男（ぼんやり系）。「〜およよ」が口癖。座右の銘は「子孫繁栄」。9月23日生まれ。
登場作品（とびだせ〜）
ヒノコ（Phoebe）
女（アネキ系）。「〜アツイわ」が口癖。座右の銘は「不老不死」。4月22日生まれ。
登場作品（とびだせ〜）
フララ（Flora）
女（元気系）。「〜だミン」が口癖。座右の銘は「灯台下暗し」。2月9日生まれ。
登場作品（とびだせ〜）

### カエル（Frogs）
カエルの住民は雨が降っていても傘をささない。
チョキ（Puddles）
女（元気系）。「〜っちゃ」が口癖。座右の銘は「一喜一憂」。1月13日生まれ。好きな家具はログシリーズ。
タンボ（Tad）
男（ハキハキ系）。「〜だよん」が口癖。座右の銘は「カエルの子はカエル」。8月3日生まれ。
登場作品（初代〜e+、amiibo+〜）
サム（Wart Jr.）
男（コワイ系）。「〜だぎゃ」が口癖。座右の銘は「カエルのいるところ水あり」。8月21日生まれ。好きな家具はカラフルシリーズ。
エスメラルダ（Jambette）
女（ふつう系）。「〜ですわよ」が口癖。座右の銘は「追いかけキスはしないもの」。10月27日生まれ。好きな家具はシックシリーズ。
登場作品（初代〜e+、街へいこうよ〜）
レイニー（Lily）
女（ふつう系）。「〜でちゅ」が口癖。座右の銘は「雨ふって地固まる」。2月4日生まれ。好きな家具はログシリーズ。
クワトロ（Jeremiah）
男（ぼんやり系）。「〜にゃむ」が口癖。座右の銘は「カエルのいない池の水はよくない」。7月8日生まれ。好きな家具はみどりシリーズ。
ハルマキ（Cousteau）
男（ハキハキ系）。「〜のことよ」が口癖。座右の銘は「カエルがとぶと、必ず雨」。12月17日生まれ。好きな家具はアジアシリーズ。
登場作品（初代〜e+、街へいこうよ〜）
ケロミ（Emerald）
女（ふつう系）。「〜だケロ」が口癖。座右の銘は「どの蛙も自分の沼を自慢する」。
登場作品（初代〜e+）
ストロー（Huck）
男（e+まではぼんやり系、『amiibo+』以降はキザ系）。「〜とかー」が口癖。座右の銘は「のど元過ぎても口は熱い」。7月9日生まれ。
登場作品（初代〜e+、amiibo+〜）
フルメタル（Camofrog）
男（コワイ系）。「〜わい」が口癖。座右の銘は「一触即発」。6月5日生まれ。好きな家具はあおいろシリーズ。
☆ガチャ（Ribbot）
男（ハキハキ系）。「〜だロボ」が口癖。座右の銘は「休むことは錆びることだ」。2月13日生まれ。好きな家具はロボシリーズ。
カール（Prince）
男（ぼんやり系）。「〜ですだ」が口癖。座右の銘は「深ぞり三枚刃」。7月21日生まれ。好きな家具はロボシリーズ。
登場作品（初代〜e+、街へいこうよ〜）
☆ドク（Drift）
男（e+まではおれ系、おいでよ以降はハキハキ系）。「〜ゲロゲロ」が口癖。座右の銘は「井の中の蛙大海を知らず」。10月9日生まれ。好きな家具はカントリーシリーズ。
登場作品（+〜）
コージィ（Frobert）
男（ハキハキ系）。「〜クルリ」が口癖。座右の銘は「人は心が100カン目」。2月8日生まれ。好きな家具はリゾートシリーズ。
登場作品（e+〜）
サニー（Sunny）
女（ふつう系）。「〜だちょ」が口癖。座右の銘は「カエルの子はオタマジャクシ」。
登場作品（e+）
カックン（Raddle）
男（e+ではじぶん系、amiibo+以降はぼんやり系）。「〜へくしっ」が口癖。座右の銘は「病は気から」。6月6日生まれ。
登場作品（e+、amiibo+〜）
リンダ（Gigi）
女（オトナ系）。「〜ベイビイ」が口癖。座右の銘は「バラ色の人生」。8月11日生まれ。好きな家具はロイヤルシリーズ。
登場作品（街へいこうよ〜）
アイーダ（Diva）
女（アネキ系）。「〜ハーン」が口癖。座右の銘は「二階から目薬」。10月2日生まれ。
登場作品（とびだせ〜）
タイシ（Croque）
男（コワイ系）。「〜しからば」が口癖。座右の銘は「石の上にも三年」。7月18日生まれ。
登場作品（とびだせ〜）
ヘンリー（Henry）
男（キザ系）。「〜むにゃ」が口癖。座右の銘は「カエルの面に水」。9月21日生まれ。
登場作品（とびだせ〜）

### ネズミ（Mice）
チューボー（Chico）
男（ぼんやり系）。「〜ナリ」が口癖。座右の銘は「3じのおやつ」。
登場作品（初代〜e+）
かんゆ（Candi）
女（アタイ系）。「〜ですワ」が口癖。座右の銘は「演奏者が変われど音楽は変わらず」。4月13日生まれ。
登場作品（初代〜e+、amiibo+〜）
ピース（Samson）
男（ハキハキ系）。「〜チュー」が口癖。座右の銘は「目で目は見えぬ」。7月5日生まれ。好きな家具はカラフルシリーズ。
とめ（Dora）
女（わたし系）。「〜だべ」が口癖。座右の銘は「無い時のしんぼうある時のけんやく」。2月18日生まれ。好きな家具はアジアシリーズ。
らっきょ（Limberg）
男（コワイ系）。「〜てやんで」が口癖。座右の銘は「ならぬかんにんするがかんにん」。10月17日生まれ。好きな家具はアジアシリーズ。
ラザニア（Anicotti）
女（元気系）。「〜ルンルン」が口癖。座右の銘は「壁に鼠あり、鼠に耳あり」。2月24日生まれ。
登場作品（初代〜e+、とびだせ〜）
ネズこ（Penny）
女（元気系）。「〜なのさ」が口癖。座右の銘は「資源ゴミはリサイクル」。
登場作品（初代〜e+）
ゼリー（Carmen）
女（オトナ系）。「〜んとんと」が口癖。座右の銘は「ベッドの下にはマット」。
『+』でデザインが変更されている。
登場作品（初代〜e+）
ちょろきち（Rizzo）
男（コワイ系）。「〜がってん」が口癖。座右の銘は「家に鼠、国に盗人」。1月17日生まれ。好きな家具はアジアシリーズ。
登場作品（初代〜e+、街へいこうよ〜）
ピスタチオ（Flossie）
女（あたし系B）。「〜ガハハ」が口癖。座右の銘は「大山騒動して鼠一匹」。
登場作品（+〜e+）
ブロッコリー（Broccolo）
男（ぼんやり系）。「〜ピコ」が口癖。座右の銘は「一芸は道に通ずる」。6月30日生まれ。好きな家具はシックシリーズ。
登場作品（e+、街へいこうよ〜）
イザベラ（Bella）
女（元気系）。「〜ギャハッ」が口癖。座右の銘は「大声は里耳に入らず」。12月28日生まれ。好きな家具はモノクロシリーズ。
登場作品（e+〜）
サラ（Bree）
女（オトナ系）。「〜なんてね」（『あつまれ』では「〜なーんて」）が口癖。座右の銘は「山師の玄関」。7月7日生まれ。好きな家具はロイヤルシリーズ。
登場作品（e+〜）
ジャン（Rod）
男（ハキハキ系）。「〜すっげぇ」が口癖。座右の銘は「籠鳥 雲を恋う」。8月14日生まれ。好きな家具はカントリーシリーズ。
登場作品（e+〜）
ピン（Moose）
男（ハキハキ系）。「〜にゃろ」が口癖。座右の銘は「きゅうそ ネコをかむ」。9月13日生まれ。好きな家具はリゾートシリーズ。
登場作品（街へいこうよ〜）
マルコ（Bettina）
女（ふつう系）。「〜ですよね」が口癖。座右の銘は「思い立ったが吉日」。6月12日生まれ。好きな家具はリゾートシリーズ。
登場作品（街へいこうよ〜）
チーズ（Chadder）
男（キザ系）。「〜まあね」が口癖。座右の銘は「会うは別れの始め」。12月15日生まれ。
登場作品（とびだせ〜）
チューこ（Penelope）
女（元気系）。「〜でちゅの」が口癖。座右の銘は「ほれて通えば 千里も一里」。2月5日生まれ。
登場作品（とびだせ〜）
ふくこ（Greta）
女（オトナ系）。「〜おほほ」が口癖。座右の銘は「笑う門には 福来る」。9月5日生まれ。
登場作品（とびだせ〜）
リカ（Petri）
女（オトナ系）。「〜ふむふむ」が口癖。座右の銘は「デオキシリボ核酸」。10月23日生まれ。
登場作品（あつまれ◆）

### オオカミ（Wolves）
チーフ（Chief）
男（コワイ系）。「〜やんか」が口癖。座右の銘は「人のふり見て我がふり直せ」。12月19日生まれ。好きな家具はロボシリーズ。
ロボ（Wolfgang）
男（コワイ系）。「〜のな」が口癖。座右の銘は「見えてる村へは案内無用」。11月25日生まれ。好きな家具はモノクロシリーズ。
ツンドラ（Freya）
女（オトナ系）。「〜なのだわ」が口癖。座右の銘は「香りは人を酔わせる」。12月14日生まれ。好きな家具はモノクロシリーズ。
登場作品（初代〜e+、街へいこうよ〜）
ブンジロウ（Lobo）
男（コワイ系）。「〜だぜよ」が口癖。座右の銘は「オオカミより人の口おそろし」。11月5日生まれ。好きな家具はログシリーズ。
『あつまれ』でデザインが変更されている。
シベリア（Fang）
男（コワイ系）。「〜ですダス」が口癖。座右の銘は「真っ黒より灰色の方がまし」。12月18日生まれ。好きな家具はみどりシリーズ。
『+』でデザインが変更されている。
登場作品（初代〜e+、街へいこうよ〜）
けん（Dobie）
男（e+まではじぶん系、amiibo+以降はコワイ系）。「〜ゴホゴホ」が口癖。座右の銘は「トンネルを抜けると雪国だった」。
登場作品（+〜e+、amiibo+〜）
タロウ（Tarou）
男（ハキハキ系）。「〜ワオーン」が口癖。座右の銘は「薬も過ぎれば毒となる」。
登場作品（e+）
ヴァネッサ（Vivian）
女（オトナ系）。「〜だわよ」が口癖。座右の銘は「スーツは裏地にこれ」。1月26日生まれ。
登場作品（e+、amiibo+〜）
ビアンカ（Whitney）
女（オトナ系）。「〜ステキね」が口癖。座右の銘は「ボロは着てても 心はニシキ」。9月17日生まれ。好きな家具はシックシリーズ。
登場作品（おいでよ〜）
リカルド（Kyle）
男（キザ系）。「〜オゥイェ」が口癖。座右の銘は「送りオオカミ」。12月6日生まれ。
登場作品（とびだせ〜）
リリィ（Skye）
女（ふつう系）。「〜フワワ」が口癖。座右の銘は「あわびの片思い」。3月24日生まれ。
登場作品（とびだせ〜）
モニカ（Audie）
女（元気系）。「〜アハッ」が口癖。座右の銘は「あこがれの人は未来の私」。8月31日生まれ。
登場作品（あつまれ）

### ウマ（Horses）
サブレ（Elmer）
男（ぼんやり系）。「〜だヒヒン」が口癖。座右の銘は「馬も買わずにクラ買う」。10月5日生まれ。好きな家具はカントリーシリーズ。
ドサコ（Peaches）
女（ふつう系）。「〜だポン」が口癖。座右の銘は「寒冷地仕様」。11月28日生まれ。好きな家具はカラフルシリーズ。
登場作品（初代〜e+、街へいこうよ〜）
アイソトープ（Cleo）
女（オトナ系）。「〜あそばせ」が口癖。座右の銘は「風呂ではみんな素っ裸」。2月9日生まれ。
『+』でデザインが変更されている。
登場作品（初代〜e+、amiibo+〜）
マキバスター（Winnie）
女（元気系）。「〜みゃあ」が口癖。座右の銘は「馬のように一所懸命に働く」。1月31日生まれ。好きな家具はアジアシリーズ。
登場作品（初代〜e+、街へいこうよ〜）
サバンナ（Savannah）
女（元気系）。「〜ってば」が口癖。座右の銘は「サバンナで昼飯を食べる」。1月25日生まれ。好きな家具はリゾートシリーズ。
ヴァヤシコフ（Buck）
男（ハキハキ系）。「〜なんちて」が口癖。座右の銘は「弱り目にたたり目」。4月4日生まれ。好きな家具はアジアシリーズ。
キザノホマレ（Ed）
男（街へ行こうよまではハキハキ系、『とびだせ』以降はキザ系）。「〜じゃない」が口癖。座右の銘は「美しさを得たければ傷を受けよ」。9月16日生まれ。好きな家具はモノクロシリーズ。
『+』でデザインが変更されている。
登場作品（初代〜e+、街へいこうよ〜）　
シルブプレ（Annalise）
女（e+まではあたし系A、とびだせ以降はオトナ系）。「〜サヴァ」が口癖。座右の銘は「馬の耳に念仏」。12月2日生まれ。
登場作品（+、e+、とびだせ〜）
セントアロー（Victoria）
女（元気系）。「〜いくわよ」が口癖。座右の銘は「小船のよいごしらえ」。7月11日生まれ。好きな家具はカントリーシリーズ。
登場作品（e+〜）
☆シュバルツ（Roscoe）
男（コワイ系）。「〜ブルル」が口癖。座右の銘は「目は心の鏡」。6月16日生まれ。好きな家具はモノクロシリーズ。
登場作品（e+〜）
デースケ（Clyde）
男（ぼんやり系）。「〜ぴろぴろ」が口癖。座右の銘は「馬耳東風」。5月1日生まれ。好きな家具はロボシリーズ。
登場作品（街へいこうよ〜）
ジュリー（Julian）
男（キザ系）。「〜ね、キミ」が口癖。座右の銘は「天馬、空を行く」。3月15日生まれ。
登場作品（とびだせ〜）
オカッピ（Papi）
男（ぼんやり系）。「〜だっけ」が口癖。座右の銘は「天高く 馬肥ゆる」。1月10日生まれ。
登場作品（とびだせ〜）
アンソニー（Colton）
男（キザ系）。「〜ごらんよ」が口癖。座右の銘は「業界のサラブレッド」。5月22日生まれ。
登場作品（とびだせ〜）
リアーナ（Reneigh）
女（アネキ系）。「〜スン」が口癖。座右の銘は「独立独歩」。6月4日生まれ。
登場作品（あつまれ）

### クマ（Bears）
『とびだせ』の『無人島脱出ゲーム』のスキルは「ハニーハンター」で、好きなフルーツはりんご。
バッカス（Nate）
男（ぼんやり系）。「〜んだ」が口癖。座右の銘は「誠実であれば 最も遠くまで行く」。8月16日生まれ。好きな家具はリゾートシリーズ。
登場作品（初代〜e+、街へいこうよ〜）
タンタン（Pinky）
女（元気系）。「〜わぉ」が口癖。座右の銘は「熱烈歓迎」。9月9日生まれ。好きな家具はアジアシリーズ。
『+』でデザインが変更されている。
チャウヤン（Chow）
男（コワイ系）。「〜アルヨ」が口癖。座右の銘は「チリも積もれば山となる」。7月22日生まれ。好きな家具はアジアシリーズ。
クロー（Groucho）
男（コワイ系）。「〜ワォー」が口癖。座右の銘は「若いときの苦労は買うてもせよ」。10月23日生まれ。好きな家具はモノクロシリーズ。
登場作品（初代〜e+、街へいこうよ〜）
スリープ（Dozer）
男（ぼんやり系）。「〜グー」が口癖。座右の銘は「果報は寝て待て」。
登場作品（初代〜e+）
たいへいた（Teddy）
男（ハキハキ系）。「〜ですたい」が口癖。座右の銘は「太平の功は 一人の力にあらず」。9月26日生まれ。好きな家具はモノクロシリーズ。
れんにゅう（Tutu）
女（元気系）。「〜ファイト」が口癖。座右の銘は「雪や氷も元は水」。9月15日生まれ。好きな家具はログシリーズ。
登場作品（初代〜e+、街へいこうよ〜）
ネーヤ（Ursala）
女（e+まではオトナ系、『amiibo+』以降はアネキ系）。「〜やーねぇ」が口癖。座右の銘は「自分のものが自分を救う」。1月16日生まれ。
登場作品（初代〜e+、amiibo+〜）
ムー（Grizzly）
男（コワイ系）。「〜だクマ」が口癖。座右の銘は「耳掻きで集めて熊手で掻き出す」。7月31日生まれ。好きな家具はログシリーズ。
登場作品（初代〜e+、街へいこうよ〜）
ガンテツ（Curt）
男（コワイ系）。「〜ウム」が口癖。座右の銘は「空き缶はくずかごに」。7月1日生まれ。好きな家具はカントリーシリーズ。
登場作品（e+〜）
レイチェル（Paula）
女（e+では元気系、『とびだせ』以降はアネキ系）。「〜ヤッホー」が口癖。座右の銘は「流行は回帰する」。3月22日生まれ。
登場作品（e+、とびだせ〜）
ダイク（Ike）
男（コワイ系）。ポコの父親。「〜ボウズ」が口癖。座右の銘は「木の上に立って見る」。5月16日生まれ。
登場作品（e+、amiibo+〜）
チャーミー（Charlise）
女（e+ではあたし系B、とびだせ以降はアネキ系）。「〜よいしょ」が口癖。座右の銘は「雀百踊り忘れず」。4月17日生まれ。
登場作品（e+、とびだせ〜）
ベアード（Beardo）
男（キザ系）。「〜オッホン」が口癖。座右の銘は「レディーファースト」。9月27日生まれ。
登場作品（とびだせ〜）
クマロス（Klaus）
男（キザ系）。「〜オパー」が口癖。座右の銘は「すべての道はローマに通ず」。3月31日生まれ。
登場作品（とびだせ〜）
キャンディ（Megan）
女（ふつう系）。「〜ぺろ」が口癖。座右の銘は「読書百遍義自ずから見る」。3月13日生まれ。
登場作品（あつまれ）

### ヒツジ（Sheep）
『とびだせ』までは体格上、衣服のデザインはスカーフとして反映されていたが、『あつまれ』では衣服の仕様が他の住民同様になった。
ラムール（Cashmere）
女（オトナ系）。「〜ありんす」が口癖。座右の銘は「ウール100％」。4月2日生まれ。
登場作品（初代〜e+、amiibo+〜）
メリヤス（Vesta）
女（ふつう系）。「〜なのね」が口癖。座右の銘は「羊をなくしてから庭にサク」。4月16日生まれ。好きな家具はシックシリーズ。
トロワ（Baabara）
女（オトナ系）。「〜アンドゥ」が口癖。座右の銘は「役者に年なし」。3月28日生まれ。好きな家具はシックシリーズ。
アクリル（Stella）
女（ふつう系）。「〜ウール」が口癖。座右の銘は「アクリル100％」。4月9日生まれ。
『+』でデザインが変更されている。
登場作品（初代〜e+、amiibo+〜）
モヘア（Eunice）
女（ふつう系）。「〜メェー」が口癖。座右の銘は「つまずく石も縁の端」。4月3日生まれ。好きな家具はモノクロシリーズ。
登場作品（初代〜e+、街へいこうよ〜）
ホシオ（Woolio）
男（ハキハキ系）。「〜ヨロシク」が口癖。座右の銘は「大地から星への道はなめらかならず」。
登場作品（初代〜e+）
ゲン（Gen）
男（ハキハキ系）。「〜っしゃあ」が口癖。座右の銘は「先んずれば人を制す」。
登場作品（e+）
マリー（Willow）
女（オトナ系）。「〜ですのよ」が口癖。座右の銘は「血は争えぬ」。11月26日生まれ。好きな家具はロイヤルシリーズ。
登場作品（e+、街へいこうよ〜）
カルロス（Curlos）
男（e+ではボク系、とびだせ以降はキザ系）。「〜ベイビー」が口癖。座右の銘は「我が身のことは人に問え」。5月8日生まれ。
登場作品（e+、とびだせ〜）
みぞれ（Wendy）
女（元気系）。「〜イシシ」が口癖。座右の銘は「雨天順延」。8月15日生まれ。好きな家具はリゾートシリーズ。
登場作品（街へいこうよ〜）
ジュペッティ（Pietro）
男（キザ系）。「〜グフフ」が口癖。座右の銘は「まるでピエロ」。4月19日生まれ。
登場作品（とびだせ〜）
つかさ（Timbra）
女（オトナ系）。「〜まつわ」が口癖。座右の銘は「紅一点」。10月21日生まれ。
登場作品（とびだせ〜）
フリル（Muffy）
女（アネキ系）。「〜おつかれ」が口癖。座右の銘は「類は友を呼ぶ」。2月14日生まれ。
登場作品（とびだせ〜）
ウェンディ（Frita）
女（アネキ系）。「〜だポテ」が口癖。座右の銘は「ドライブスルー」。7月16日生まれ。
登場作品（とびだせ〜）
ちゃちゃまる（Dom）
男（ハキハキ系）。「〜ふんふん」が口癖。座右の銘は「天真爛漫」。3月18日生まれ。
「ぴえん」の絵文字を彷彿とさせる目などのシュールさから、インターネットミーム化した。
登場作品（あつまれ）

### カンガルー（Kangaroos）
『街へいこうよ』までは女性の住民のみだったが、『とびだせ』で初めて男性の住民が登場した。女性は腹部の袋に子供が入っている。
☆アップリケ（Kitt）
女（ふつう系）。「〜ッポン」が口癖。座右の銘「親バカ子バカ」。10月11日生まれ。好きな家具はシックシリーズ。
エプロン（Valise）
女（オトナ系）。「〜ピョン」が口癖。座右の銘は「最良の料理女も煮豆を焦がす」。
登場作品（初代〜e+）
☆アザラク（Mathilda）
女（オトナ系）。「〜ッハ」が口癖。座右の銘は「血の寄るものは親子」。11月12日生まれ。好きな家具はモノクロシリーズ。
キッズ（Astrid）
女（オトナ系）。「〜だパンク」が口癖。座右の銘は「親に似ぬ子は鬼子」。9月8日生まれ。好きな家具はモノクロシリーズ。
登場作品（初代〜e+、街へいこうよ〜）
マミィ（Carrie）
女（ふつう系）。「〜だフン」が口癖。座右の銘は「母の思いは子、子の思いは遊び」。12月5日生まれ。
登場作品（初代〜e+、ハッピーホームデザイナー〜）
モジモジ（Marcy）
女（元気系）。「〜っきょ」が口癖。座右の銘は「親の十七、子は知らぬ」。
登場作品（初代〜e+）
シルビア（Sylvia）
女（e+ではオトナ系、『とびだせ』以降はアネキ系）。「〜よねー」が口癖。座右の銘は「親が親なら子も子」。5月3日生まれ。
登場作品（e+、とびだせ〜）
こはる（Koharu）
女（あたし系B）。「〜ちょいと」が口癖。座右の銘は「子に過ぎたる宝なし」。
登場作品（e+）
マリア（Marcie）
女（ふつう系）。「〜いいのよ」が口癖。座右の銘は「阿吽の呼吸」。5月31日生まれ。
登場作品（とびだせ〜）
カンロク（Walt）
男（コワイ系）。「〜じゃのう」が口癖。座右の銘は「苦あれば楽あり」。4月24日生まれ。
登場作品（とびだせ〜）
マイク（Rooney）
男（コワイ系）。「〜やるぜ」が口癖。座右の銘は「無差別級」。12月1日生まれ。
登場作品（とびだせ〜）

### アヒル（Ducks）
ボン（Derwin）
男（ぼんやり系）。「〜ね!ママ」が口癖。座右の銘は「世間知らずの高枕」。5月25日生まれ。好きな家具はカントリーシリーズ。
『+』でデザインが変更されている。
スミモモ（Mallary）
女（オトナ系）。「〜ヨネ」が口癖。座右の銘は「ヘビからはヘビ、セミからはセミが生まれる」。11月17日生まれ。好きな家具はアジアシリーズ。
アチョット（Weber）
男（ぼんやり系）。「〜ピヨ」が口癖。座右の銘は「鼻たれ小僧も大人になる」。6月30日生まれ。
登場作品（初代〜e+、amiibo+〜）
マグロ（Freckles）
女（元気系）。「〜ぎょぎょ」が口癖。座右の銘は「愛は奇跡を起こす」。2月19日生まれ。好きな家具はみどりシリーズ。
ナッキー（Pate）
女（元気系）。「〜メソメソ」が口癖。座右の銘は「顔と心は同じとは限らない」。2月23日生まれ。好きな家具はシックシリーズ。
マモル（Scoot）
男（ハキハキ系）。「〜グワッ」が口癖。座右の銘は「飛び出し注意」。6月13日生まれ。好きな家具はリゾートシリーズ。
『+』でデザインが変更されている。
登場作品（初代〜e+、街へいこうよ〜）
まりも（Deena）
女（ふつう系）。「〜マル」が口癖。座右の銘は「思い出は犬の様に人を追う」。6月27日生まれ。好きな家具はあおいろシリーズ。
のりっぺ（Pompom）
女（元気系）。「〜だッピ」が口癖。座右の銘は「やせの大食い」。2月11日生まれ。好きな家具はログシリーズ。
ピータン（Bill）
男（ハキハキ系）。「〜だね」が口癖。座右の銘は「アヒルに山の芋」。2月1日生まれ。好きな家具はリゾートシリーズ。
リチャード（Joey）
男（ぼんやり系）。「〜でヤンス」が口癖。座右の銘は「王は町民を子とす」。1月3日生まれ。好きな家具はみどりシリーズ。
☆アンヌ（Maelle）
女（e+まではあたし系A、おいでよ以降はオトナ系）。「〜ふぅ」が口癖。座右の銘は「日に一度ユウウツにならぬ者は愚人なり」。4月8日生まれ。好きな家具はラブリーシリーズ。
登場作品（+〜）
ミランダ（Miranda）
女（オトナ系）。「〜なにさ」が口癖。座右の銘は「人をほこるはカモの味」。4月23日生まれ。好きな家具はシックシリーズ。
登場作品（e+、街へいこうよ〜）
シナビル（Shinabiru）
男（ハキハキ系）。「〜シナ」が口癖。座右の銘は「楽して儲ける」。
漫画家・みずしな孝之がデザインしたキャラクター。
登場作品（e+）
ケチャップ（Ketchup）
女（元気系）。「〜プチ」が口癖。座右の銘は『e+』では「酸いも甘いも」、『amiibo+』以降は「トマトが赤くなると医者が青くなる」。7月27日生まれ。
登場作品（e+、amiibo+〜）
フルーティー（Fruity）
男（おれ系）。「〜グァバ」が口癖。座右の銘は「行き当たりばったり」。
登場作品（e+）
フォアグラ（Drake）
男（ぼんやり系）。「〜かもね」が口癖。座右の銘は「世界三大珍味」。6月25日生まれ。好きな家具はカントリーシリーズ。
登場作品（おいでよ〜）
スワンソン（Gloria）
女（オトナ系）。「〜ぎゃくに」が口癖。座右の銘は「時は金なり」。8月12日生まれ。好きな家具はシックシリーズ。
登場作品（街へいこうよ〜）
カモミ（Molly）
女（ふつう系）。「〜そうかも」が口癖。座右の銘は「善は急げ」。3月7日生まれ。
登場作品（とびだせ〜）
タックン（Quillson）
男（キザ系）。「〜マジかよ」が口癖。座右の銘は「よいっぱりの朝寝坊」。12月22日生まれ。
登場作品（とびだせ〜）

### ゴリラ（Gorillas）
フィーバー（Jane）
女（オトナ系）。「〜だゴリ」が口癖。座右の銘は「立てば芍薬すわれば牡丹」。
頭部が白色の姿（『初代 - +』、『e+』）と頭部が紫色の姿（『+（海外版）』）の二種類のデザインが存在する。
登場作品（初代〜e+）
ダンベル（Peewee）
男（コワイ系）。「〜ガオ」が口癖。座右の銘は「月夜のカニ」。9月11日生まれ。好きな家具はシックシリーズ。
アラン（Cesar）
男（コワイ系）。「〜ウホウホ」が口癖。座右の銘は「人にはヒゲがあり木には根がある」。9月6日生まれ。好きな家具はカントリーシリーズ。
マッスル（Louie）
男（ハキハキ系）。「〜コング」が口癖。座右の銘は「筋骨隆々」。3月26日生まれ。
『ハッピーホームデザイナー』では2015年10月1日から11月1日の間に「スーパーマリオブラザーズ30周年」に関する特別な依頼でやってきた。
登場作品（初代〜e+、ハッピーホームデザイナー〜）
ヨーデル（Yodel）
男（じぶん系）。「〜ヨホホー」が口癖。座右の銘は「国破れて山河あり」。
登場作品（+、e+）
ボイド（Boyd）
男（コワイ系）。「〜おうおう」が口癖。座右の銘は「毛を見て馬を相す」。10月1日生まれ。
登場作品（e+、amiibo+〜）
ウズメ（Violet）
女（e+ではあたし系B、街へ行こうよ以降はオトナ系）。「〜アイヤ」が口癖。座右の銘は「腕の太さはキモの太さ」。9月1日生まれ。好きな家具はアジアシリーズ。
登場作品（e+、街へ行こうよ〜）
☆まんたろう（Boone）
男（ハキハキ系）。「〜このやろ」（『あつまれ』では「～ウルトラ」）が口癖。座右の銘は「漢字ドリルと計算ドリル」。9月12日生まれ。好きな家具はカントリーシリーズ。
登場作品（おいでよ〜）
たもつ（Al）
男（ぼんやり系）。「〜ウヒョッ」が口癖。座右の銘は「無味無臭」。10月18日生まれ。好きな家具はラブリーシリーズ。
登場作品（街へいこうよ〜）
スナイル（Hans）
男（キザ系）。「〜いえてる」が口癖。座右の銘は「情けは人のためならず」。12月5日生まれ。
登場作品（とびだせ〜）
4ごう（Rocket）
女（アネキ系）。「〜そりゃっ」が口癖。座右の銘は「芸は身を助く」。4月14日生まれ。
登場作品（とびだせ〜）

### ワニ（Alligators）
ストロベリー（Liz）
女（ふつう系）。「〜なの」が口癖。座右の銘は「良い顔より良い心」。
登場作品（初代〜e+）
ホウサク（Boots）
男（ハキハキ系）。「〜だぴょん」が口癖。座右の銘は「上腕二頭筋」。8月7日生まれ。
登場作品（初代〜e+、amiibo+〜）
アルベルト（Alfonso）
男（ぼんやり系）。「〜だワニ」が口癖。座右の銘は「寝る子は育つ」。6月9日生まれ。好きな家具はアジアシリーズ。
クロコ（Alli）
女（オトナ系）。「〜どすえ」が口癖。座右の銘は「口は心のものさし」。11月8日生まれ。好きな家具はリゾートシリーズ。
ヤマト（Del）
男（コワイ系）。「〜プシュー」が口癖。座右の銘は「木を見て森を見ない」。5月27日生まれ。好きな家具はロボシリーズ。
登場作品（e+、街へいこうよ〜）
ピロンコン（Roswell）
男（じぶん系、あつまれではキザ系）。「〜パヨマケ」が口癖。座右の銘は「未確認飛行物体」。5月2日生まれ。
登場作品（e+、あつまれ◆）
アリゲッティ（Gayle）
女（ふつう系）。「〜ワニャン」が口癖。座右の銘は「和を以て尊しとなす」。5月17日生まれ。
登場作品（とびだせ〜）
タツオ（Drago）
男（ぼんやり系）。「〜えーと」が口癖。座右の銘は「登竜門」。2月12日生まれ。
登場作品（とびだせ〜）
ハイド（Sly）
男（ハキハキ系）。「〜カサコソ」が口癖。座右の銘は「面皮をはぐ」。11月15日生まれ。
登場作品（とびだせ〜）

### カバ（Hippos）
あんこ（Bertha）
女（ふつう系）。「〜そうです」が口癖。座右の銘は「花より団子」。4月25日生まれ。
登場作品（初代〜e+、とびだせ〜）
ガブリエル（Biff）
男（ハキハキ系）。「〜じゃけん」が口癖。座右の銘は「開いた口にぼた餅」。3月29日生まれ。
登場作品（初代〜e+、とびだせ〜）
ゴンザレス（Rocco）
男（コワイ系）。「〜だぎゃー」が口癖。座右の銘は「十匹のカバは一つの穴に入れない」。8月18日生まれ。好きな家具はログシリーズ。
チャコ（Bubbles）
女（元気系）。「〜でガンス」が口癖。座右の銘は「口と財布は締めるが得」。9月18日生まれ。
登場作品（初代〜e+、とびだせ〜）
ヒポクラテス（Rollo）
男（ぼんやり系）。「〜なのな」が口癖。座右の銘は「逆立ちしてもバカにはならない」。
登場作品（初代〜e+）
エルニーニョ（Lulu）
女（元気系）。「〜ニョニョ」が口癖。座右の銘は「エルニーニョ現象」。
登場作品（初代〜e+）
エーミー（Bitty）
女（オトナ系）。「〜だピー」が口癖。座右の銘は「必要は良い忠告である」。10月6日生まれ。
登場作品（初代〜e+、amiibo+〜）
クララ（Clara）
女（ふつう系）。「〜うふふ」が口癖。座右の銘は「鵜の真似をする烏」。
登場作品（e+）
オリバー（Harry）
男（e+ではおれ系、街へ行こうよ以降はコワイ系）。「〜でっせ」が口癖。座右の銘は「絵に描いた餅」。1月7日生まれ。好きな家具はリゾートシリーズ。
登場作品（e+、街へ行こうよ〜）
ディビッド（Hippeux）
男（キザ系）。「〜イェス」が口癖。座右の銘は「国士無双」。10月15日生まれ。
登場作品（とびだせ〜）

### アリクイ（Anteaters）
アリンコ（Nosegay）
女（ふつう系）。「〜でアリ」が口癖。座右の銘は「蟻にも心がある」。
登場作品（初代〜e+）
☆さくらじま（Cyrano）
男（コワイ系）。「〜でごわす」が口癖。座右の銘は「さつまのサヤわり」。3月9日生まれ。好きな家具はアジアシリーズ。
こまち（Snooty）
女（オトナ系）。「〜たもれ」が口癖。座右の銘は「家は女が作るもの」。10月24日生まれ。
登場作品（初代〜e+、amiibo+〜）
☆パトラ（Pango）
女（元気系）。「〜だっしー」が口癖。座右の銘は「絶世の美女」。11月9日生まれ。好きな家具はシックシリーズ。
ビーフン（Zoe）
女（ふつう系）。「〜だモン」（『あつまれ』では「～ハフーン」）が口癖。座右の銘は「読まずにサインをするなかれ」。2月10日生まれ。
登場作品（初代〜e+、あつまれ◆）
☆マコト（Antonio）
男（ハキハキ系）。「〜ホントに」が口癖。座右の銘は「本物志向」。10月20日生まれ。好きな家具はリゾートシリーズ。
登場作品（e+〜）
ルル（Lulu）
女（あたし系A）。「〜あらあら」が口癖。座右の銘は「損して得取れ」。
登場作品（e+）
☆あるみ（Anabelle）
女（元気系）。「〜マジでー」が口癖。座右の銘は「人生マジェスティック」。2月16日生まれ。好きな家具はリゾートシリーズ。
登場作品（おいでよ〜）
みやび（Annalisa）
女（ふつう系）。「〜をかし」が口癖。座右の銘は「住めば都」。2月6日生まれ。
登場作品（とびだせ〜）
アントニオ（Olaf）
男（キザ系）。「〜ムーチョ」が口癖。座右の銘は「昔掘ったアリ塚」。5月19日生まれ。
登場作品（とびだせ〜）

### ワシ（Eagles）
セバスチャン（Pierce）
男（ハキハキ系）。「〜バサバサ」が口癖。座右の銘は「トンビがタカを産む」。1月8日生まれ。好きな家具はロイヤルシリーズ。
アンデス（Amelia）
女（オトナ系）。「〜カラカラ」が口癖。座右の銘は「同じ羽色の鳥は集まる」。11月19日生まれ。好きな家具はカントリーシリーズ。
『+』でデザインが変更されている。
ハチェット（Quetzal）
男（ハキハキ系）。「〜ゲロッパ」が口癖。座右の銘は「人は見目よりただ心」。
登場作品（初代〜e+）
ひでよし（Buzz）
男（コワイ系）。「〜ッキー」が口癖。座右の銘は「自慢は知恵の行き止まり」。12月7日生まれ。
登場作品（初代〜e+、amiibo+〜）
アポロ（Apollo）
男（コワイ系）。「〜だワイ」が口癖。座右の銘は「能ある鷹は爪を隠す」。7月4日生まれ。好きな家具はモノクロシリーズ。
クスケチャ（Avery）
男（コワイ系）。「〜アリョイ」が口癖。座右の銘は「瑠璃も玻璃も照らせば光る」。2月22日生まれ。好きな家具はカントリーシリーズ。
登場作品（e+、街へいこうよ〜）
ハルク（Frank）
男（e+ではボク系、とびだせ以降はコワイ系）。「〜ダンケ」が口癖。座右の銘は「言わぬことは聞こえぬ」。7月30日生まれ。
登場作品（e+、とびだせ〜）
☆ギンカク（Sterling）
男（ハキハキ系）。「〜やあッ」が口癖。座右の銘は「えんじゃく安んぞこうこくの志を知らん」。12月11日生まれ。好きな家具はあおいろシリーズ。
登場作品（街へいこうよ〜）
ティファニー（Celia）
女（ふつう系）。「〜そうね」が口癖。座右の銘は「ああ言えばこう言う」。3月25日生まれ。
登場作品（とびだせ〜）
フランク（Keaton）
男（キザ系）。「〜でーッス」が口癖。座右の銘は「鳥なき里のこうもり」。6月1日生まれ。
登場作品（とびだせ〜）
シオン（Quinn）
女（アネキ系）。「〜しっかり」が口癖。座右の銘は「許しとは、踏みにじられたスミレの花がそのかかとに放つ香りである」。1月20日生まれ。
登場作品（あつまれ◆）

### ペンギン（Penguins）
ダルマン（Hopper）
男（コワイ系）。「〜ちぅねん」が口癖。座右の銘は「七転び八起き」。4月6日生まれ。好きな家具はログシリーズ。
ポーラ（Gwen）
女（オトナ系）。「〜ウフフ」が口癖。座右の銘は「最初にすべらないものは後にすべる」。1月23日生まれ。好きな家具はカントリーシリーズ。
サブリナ（Friga）
女（オトナ系）。「〜ツルルン」が口癖。座右の銘は「一夜の氷の上を歩くな」。10月16日生まれ。好きな家具はロイヤルシリーズ。
『+』でデザインが変更されている。
ホッケー（Puck）
男（ぼんやり系）。「〜さぶー」が口癖。座右の銘は「馬鹿があればこそ利口が引き立つ」。2月21日生まれ。好きな家具はあおいろシリーズ。
登場作品（初代〜e+、街へいこうよ〜）
ビス（Cube）
男（ぼんやり系）。「〜ペンペン」が口癖。座右の銘は「ネジがゆるむ」。1月29日生まれ。好きな家具はロボシリーズ。
ペンタ（Roald）
男（ハキハキ系）。「〜だペン」が口癖。座右の銘は「我田引水」。1月5日生まれ。好きな家具はカラフルシリーズ。
オーロラ（Aurora）
女（ふつう系）。「〜だジョー」が口癖。座右の銘は「渡る世間に鬼は無い」。1月27日生まれ。好きな家具はリゾートシリーズ。
ショーイ（Boomer）
男（e+まではじぶん系、街へ行こうよ以降はぼんやり系）。「〜ツーツツ」が口癖。座右の銘は「呉越同舟」。2月7日生まれ。好きな家具はシックシリーズ。
登場作品（+、e+、街へ行こうよ〜）
のぶお（Chabwick）
男（ぼんやり系）。「〜ブツブツ」が口癖。座右の銘は『e+』では「月夜の蟹」、『あつまれ』では「眠い煙い寒い」。12月24日生まれ。
登場作品（e+、あつまれ◆）
アナログ（Analogue）
男（ハキハキ系）。「〜だもんで」が口癖。座右の銘は「林檎は虫食いほど旨い」。
登場作品（e+）
カマボコ（Wade）
男（ぼんやり系）。「〜だからね」が口癖。座右の銘は「卵が先かニワトリが先か」。10月30日生まれ。
登場作品（e+、amiibo+〜）
のりまき（Iggly）
男（ハキハキ系）。「〜クルクル」が口癖。座右の銘は「五十歩百歩」。11月2日生まれ。好きな家具はカラフルシリーズ。
登場作品（街へいこうよ〜）
フラッペ（Sprinkle）
女（元気系）。「〜ヒヤリ」が口癖。座右の銘は「雪は豊年のしるし」。2月20日生まれ。
登場作品（とびだせ〜）
ボルト（Tex）
男（キザ系）。「〜ベイベッ」が口癖。座右の銘は「クールビズ」。10月6日生まれ。
登場作品（とびだせ〜）
レイラ（Flo）
女（アネキ系）。「〜じゃんよ」が口癖。座右の銘は「ポーカーフェイス」。9月2日生まれ。
登場作品（とびだせ〜）

### タコ（Octopuses）
☆おくたろう（Octavian）
男（コワイ系）。「〜タコ」が口癖。座右の銘は「月の裏側は秘密なのです」。9月20日生まれ。好きな家具はロボシリーズ。
☆タコリーナ（Marina）
女（e+ではわたし系、おいでよ以降はふつう系）。「〜きゃ」が口癖。座右の銘は「柔よく剛を制す」。6月26日生まれ。好きな家具はラブリーシリーズ。
登場作品（e+〜）
タコヤ（Zucker）
男（ぼんやり系）。「〜せやねん」が口癖。座右の銘は「1個オマケ」。3月8日生まれ。
登場作品（とびだせ〜）
ギーガー（Cephalobot）
男（キザ系）。「〜チュドン」が口癖。座右の銘は「ワレワレハ、宇宙人ダ」。4月1日生まれ。
登場作品（あつまれ◆）

### リス（Squirrels）
ももこ（Peanut）
女（元気系）。「〜なのよ」が口癖。座右の銘は「桃栗3年柿8年」。6月8日生まれ。好きな家具はみどりシリーズ。
ララミー（Sally）
女（ふつう系）。「〜ったら」が口癖。座右の銘は『街へ行こうよ』までは「読書をしない者は目がないに等しい」、『とびだせ』以降は「読書百ぺん意おのずから通ず」。6月19日生まれ。好きな家具はカラフルシリーズ。
リッキー（Filbert）
男（ぼんやり系）。「〜でしゅ」が口癖。座右の銘は「赤子のからわらい」。6月3日生まれ。好きな家具はカラフルシリーズ。
レベッカ（Pecan）
女（オトナ系）。「〜つんっ」が口癖。座右の銘は「絵を見ておのれを知る」。9月10日生まれ。好きな家具はロイヤルシリーズ。
ミント（Mint）
女（オトナ系）。「〜うっふん」が口癖。座右の銘は「色とりどりの世界」。5月2日生まれ。好きな家具はあおいろシリーズ。
パセリ（Cally）
女（ふつう系）。「〜ララー」が口癖。座右の銘は「縁は異なもの味なもの」。9月4日生まれ。
登場作品（初代〜e+、とびだせ〜）
シルエット（Blaire）
女（オトナ系）。「〜ふふん」が口癖。座右の銘は「女心と南風」。7月3日生まれ。好きな家具はカントリーシリーズ。
スパーク（Static）
男（コワイ系）。「〜ピカッ」が口癖。座右の銘は「刺激のある人生を」。7月9日生まれ。好きな家具はモノクロシリーズ。
ガリガリ（Nibbles）
女（元気系）。「〜ガジガジ」が口癖。座右の銘は「美人薄命」。7月19日生まれ。好きな家具はログシリーズ。
『+』でデザインが変更されている。
カジロウ（Ricky）
男（コワイ系）。「〜キッ」が口癖。座右の銘は「私の親戚よりも私の歯」。9月14日生まれ。
登場作品（初代〜e+、とびだせ〜）
☆キャロライン（Caroline）
女（e+まではわたし系、おいでよ以降はふつう系）。「〜ユー」が口癖。座右の銘は「横板に雨だれ」。7月15日生まれ。好きな家具はカラフルシリーズ。
登場作品（+〜）
もんぺ（Sylvana）
女（ふつう系）。「〜ひゅん」が口癖。座右の銘は「胡蝶の夢」。10月22日生まれ。
登場作品（e+、amiibo+〜）
ナターシャ（Tasha）
女（オトナ系）。「〜やるわね」が口癖。座右の銘は「石の物言う世の中」。11月30日生まれ。
登場作品（e+、amiibo+〜）
キット（Kit）
男（ハキハキ系）。「〜だキョ」が口癖。座右の銘は「無くて七癖」。
登場作品（e+）
☆2ごう（Agent S）
女（元気系）。「〜せいやっ」が口癖。座右の銘は「速きこと風のごとし」。7月2日生まれ。好きな家具はリゾートシリーズ。
登場作品（e+〜）
グミ（Poppy）
女（ふつう系）。「〜デス」が口癖。座右の銘は「ポジティブ・シンキング」。8月5日生まれ。好きな家具はシックシリーズ。
登場作品（街へいこうよ〜）
ジュン（Marshal）
男（キザ系）。「〜どーせ」（『あつまれ』では「～あながち」）が口癖。座右の銘は「一期一会」。9月29日生まれ。
登場作品（とびだせ〜）
クリス（Sheldon）
男（ハキハキ系）。「〜クリクリ」が口癖。座右の銘は「少年よ大志を抱け」。2月26日生まれ。
登場作品（とびだせ〜）
アイリス（Hazel）
女（アネキ系）。「〜だもんね」が口癖。座右の銘は「無理は禁物」。8月30日生まれ。
登場作品（とびだせ〜）
スピカ（Ione）
女（ふつう系）。「〜キラキラ」が口癖。座右の銘は「名のない星は宵から出る」。9月11日生まれ。
登場作品（あつまれ◆）

### ブタ（Pigs)
ハムカツ（Curly）
男（ハキハキ系）。「〜どもども」が口癖。座右の銘は「となりのモチも食ってみよ」。7月26日生まれ。好きな家具はログシリーズ。
グレオ（Rasher）
男（コワイ系）。「〜まんねん」が口癖。座右の銘は「この親にしてこの子あり」。4月7日生まれ。好きな家具はモノクロシリーズ。
モデルは本シリーズでプロデューサーを務める江口勝也。
ハカセ（Cobb）
男（ハキハキ系）。「〜でアール」が口癖。座右の銘は「学者には説きやすい」。10月7日生まれ。
登場作品（初代〜e+、とびだせ〜）
ダリー（Boris）
男（コワイ系）。「〜ブヒッ」が口癖。座右の銘は「人生夢の如し」。11月6日生まれ。
『+』でデザインが変更されている。
登場作品（初代〜e+、amiibo+〜）
クッチャネ（Hugh）
男（ぼんやり系）。「〜とかね」が口癖。座右の銘は「眠りは甘く仕事は苦い」。12月30日生まれ。好きな家具はカラフルシリーズ。
ルーシー（Lucy）
女（ふつう系）。「〜よぅ」が口癖。座右の銘は「見つめる鍋は煮立たない」。6月2日生まれ。好きな家具はカントリーシリーズ。
『+』でデザインが変更されている。
はちまき（Hambo）
男（ハキハキ系）。「〜だス」が口癖。座右の銘は「気合一発」。
登場作品（初代〜e+）
トンコ（Truffles）
女（元気系）。「〜だわさ」が口癖。座右の銘は「ブタはニンジンを知っている」。7月28日生まれ。好きな家具はラブリーシリーズ。
ブルジョア（Sue E.）
女（オトナ系）。「〜ざんす」が口癖。座右の銘は「絢爛豪華」。
登場作品（初代〜e+）
ポーク（Spork）
男（ぼんやり系）。「〜だブー」が口癖。座右の銘は「学ぶのに遅いということなし」。9月3日生まれ。好きな家具はロボシリーズ。
登場作品（初代〜e+、街へいこうよ〜）
バチコーメ（Pigleg）
男（おれ系）。「〜ヨーソロ」が口癖。座右の銘は「船乗りは板子一枚下は地獄」。
登場作品（+、e+）
ちえり（Peggy）
女（元気系）。「〜ぷるる」が口癖。座右の銘は「玉磨かざれば光りなし」。5月23日生まれ。好きな家具はリゾートシリーズ。
登場作品（e+、街へいこうよ〜）
マーガレット（Maggie）
女（ふつう系）。「〜うん」が口癖。座右の銘は「やはり野に置け蓮華草」。9月3日生まれ。
登場作品（e+、amiibo+〜）
ためこ（Gala）
女（ふつう系）。「〜ちゃりん」が口癖。座右の銘は「ネコに小判」。3月5日生まれ。好きな家具はラブリーシリーズ。
登場作品（街へいこうよ〜）
トンファン（Chops）
男（キザ系）。「〜だトン」が口癖。座右の銘は「勝ってかぶとの緒をしめよ」。10月13日生まれ。
登場作品（とびだせ〜）
アグネス（Agnes）
女（アネキ系）。「〜ブフフ」が口癖。座右の銘は「目は心の鏡」。4月21日生まれ。
登場作品（とびだせ〜）
イノッチ（Kevin）
男（ハキハキ系）。「〜ウリウリ」が口癖。座右の銘は「自給自足」。4月26日生まれ。
登場作品（とびだせ〜）
ブリトニー（Pancetti）
女（オトナ系）。「〜やだも〜」が口癖。座右の銘は「書いた物が物を言う」。11月14日生まれ。
登場作品（とびだせ〜）

### トラ（Tigers）
ルーズ（Bangle）
女（元気系）。「〜なのぉー」が口癖。座右の銘は「反射神経」。8月27日生まれ。
登場作品（初代〜e+、とびだせ〜）
チョモラン（Rolf）
男（コワイ系）。「〜だガー」が口癖。座右の銘は「こっちに虎あっちに大河」。8月22日生まれ。好きな家具はアジアシリーズ。
ハリマオ（Tybalt）
男（ハキハキ系）。「〜だトラ」が口癖。座右の銘は「全力投球」。8月19日生まれ。
登場作品（初代〜e+、amiibo+〜）
☆ゴメス（Rowan）
男（e+まではボク系、おいでよ以降はハキハキ系）。「〜まったく」が口癖。座右の銘は「情熱の嵐」。8月26日生まれ。好きな家具はアジアシリーズ。
登場作品（+〜）
ヒョウタ（Leonardo）
男（ハキハキ系）。「〜じゃが」が口癖。座右の銘は「もちはもち屋」。5月15日生まれ。
登場作品（e+、とびだせ〜）
マリリン（Claudia）
女（オトナ系）。「〜アハ〜ン」が口癖。座右の銘は「焼けぼっくいに火がつく」。11月22日生まれ。
登場作品（とびだせ〜）
コユキ（Bianca）
女（元気系）。「〜でヒョウ」が口癖。座右の銘は「月下氷人」。12月13日生まれ。
登場作品（とびだせ〜）

### コアラ（Koalas）
ドングリ（Ozzie）
男（ぼんやり系）。「〜ククッ」が口癖。座右の銘は「どんぐりの背比べ」。5月7日生まれ。
登場作品（初代〜e+、とびだせ〜）
シドニー（Sydney）
女（ふつう系）。「〜だコアラ」が口癖。座右の銘は「朝焼けは雨、夕焼けは晴れ」。6月21日生まれ。好きな家具はみどりシリーズ。
登場作品（初代〜e+、街へいこうよ〜）
ダッコ（Huggy）
女（元気系）。「〜エヘ」が口癖。座右の銘は「芽を見て実を知る」。
『+』でデザインが変更されている。
登場作品（初代〜e+）
ユーカリ（Yuka）
女（オトナ系）。「〜アラ」が口癖。座右の銘は「食わず嫌い」。7月20日生まれ。好きな家具はロイヤルシリーズ。
ゴンゾー（Gonzo）
男（コワイ系）。「〜だがや」が口癖。座右の銘は「兄弟は兄弟、チーズはチーズ」。10月13日生まれ。
登場作品（初代〜e+、amiibo+〜）
マーチ（Faith）
女（わたし系、あつまれではアネキ系）。「〜サクッ」が口癖。座右の銘は『e+』までは「天真爛漫」、『あつまれ』では「無念無想」。3月21日生まれ。
登場作品（+、e+、あつまれ◆）
メルボルン（Alice）
女（ふつう系）。「〜キラリ」が口癖。座右の銘は「自意識過剰」。8月19日生まれ。好きな家具はリゾートシリーズ。
登場作品（e+〜）
アデレード（Melba）
女（ふつう系）。「〜とっても」が口癖。座右の銘は「季節外れのサンタクロース」。4月12日生まれ。好きな家具はログシリーズ。
登場作品（おいでよ〜）
ロッキー（Eugene）
男（キザ系）。「〜おいおい」が口癖。座右の銘は「目は口ほどに物を言う」。10月26日生まれ。
登場作品（とびだせ〜）
キャンベラ（Canberra）
女（アネキ系）。「〜え〜」が口癖。座右の銘は「グレートバリアリーフ」。5月14日生まれ。
登場作品（とびだせ〜）
オズモンド（Lyman）
男（ハキハキ系）。「〜わーい」が口癖。座右の銘は「ユーカリエキス配合」。10月12日生まれ。
登場作品（とびだせ〜）

### ゾウ（Elephants）
エックスエル（Axel）
男（ハキハキ系）。「〜でゴンス」が口癖。座右の銘は「歯を見せることが笑うことではない」。3月23日生まれ。好きな家具はカラフルシリーズ。
登場作品（初代〜e+、街へいこうよ〜）
エクレア（Ellie）
女（ふつう系）。「〜ラン」が口癖。座右の銘は「酸いも甘いもかみわける」。5月12日生まれ。
登場作品（初代〜e+、amiibo+〜）
ヒュージ（Dizzy）
男（ぼんやり系）。「〜だゾウ」が口癖。座右の銘は「象をかう者は 象をおそれない」。7月14日生まれ。好きな家具はカントリーシリーズ。
オパール（Opal）
女（オトナ系）。「〜ヨン」が口癖。座右の銘は「象に乗ってバッタ取り」。1月20日生まれ。好きな家具はアジアシリーズ。
パオロ（Paolo）
男（ぼんやり系）。「〜パオ」が口癖。座右の銘は「他人の空似」。5月5日生まれ。
登場作品（初代〜e+、amiibo+〜）
エレフィン（Eloise）
女（オトナ系）。「〜ルン」が口癖。座右の銘は「終わり良ければすべて良し」。12月8日生まれ。好きな家具はみどりシリーズ。
『ハッピーホームパラダイス』では原則として1人目の依頼人として登場する。
ビンディ（Elina）
女（あたし系B）。「〜ナマステ」が口癖。座右の銘は「そうよ母さんも長いのよ」。
登場作品（+、e+）
サリー（Margie）
女（ふつう系）。「〜シャララ」が口癖。座右の銘は「色の白いは七難隠す」。1月28日生まれ。好きな家具はリゾートシリーズ。
登場作品（e+〜）
☆3ごう（Big Top）
男（ぼんやり系）。「〜うりゃー」が口癖。座右の銘は「もっとカレーを!」。10月3日生まれ。好きな家具はあおいろシリーズ。
登場作品（e+〜）
ティーナ（Tia）
女（ふつう系）。「〜ホッ」が口癖。座右の銘は「ティーパーティー」。11月18日生まれ。
登場作品（とびだせ〜）
はじめ（Tucker）
男（ぼんやり系）。「〜もじゃ」が口癖。座右の銘は「歴史はくり返す」。9月7日生まれ。
登場作品（とびだせ〜）
パンクス（Cyd）
男（コワイ系）。「〜ウス」が口癖。座右の銘は「勝手にしやがれ」。6月9日生まれ。
登場作品（あつまれ）

### ライオン（Lions）
『あつまれ』の時点では男性の住民のみ。
サンデー（Rex）
男（ぼんやり系）。「〜だオン」が口癖。座右の銘は「ビューティフルサンデー」。7月24日生まれ。
登場作品（初代〜e+、amiibo+〜）
アッサム（Aziz）
男（ハキハキ系）。「〜カンジー」が口癖。座右の銘は「好奇心は袋を持たない」。
登場作品（初代〜e+）
ティーチャー（Leopold）
男（e+まではハキハキ系、『amiibo+』以降はキザ系）。「〜よな」が口癖。座右の銘は「本が嫌いな生徒には手で教えろ」。8月14日生まれ。
登場作品（初代〜e+、amiibo+〜）
☆グラさん（Bud）
男（e+まではおれ系、おいでよ以降はハキハキ系）。「〜メ〜ン」が口癖。座右の銘は「明日は明日の風が吹く」。8月8日生まれ。好きな家具はリゾートシリーズ。
登場作品（+〜）
ジュウベエ（Jubei）
男（コワイ系）。「〜いかにも」が口癖。座右の銘は「我が身を抓って人の痛さを知れ」。
登場作品（e+）
キング（Elvis）
男（コワイ系）。「〜ダロガ」が口癖。座右の銘は「百獣の王」。7月23日生まれ。好きな家具はロイヤルシリーズ。
登場作品（おいでよ〜）
リック（Mott）
男（ハキハキ系）。「〜ハハハ」が口癖。座右の銘は「破竹のいきおい」。7月10日生まれ。好きな家具はリゾートシリーズ。
登場作品（街へいこうよ〜）
アーサー（Rory）
男（ハキハキ系）。「〜ナハッ」が口癖。座右の銘は「なんくるないさ」。8月7日生まれ。
登場作品（とびだせ〜）
ライオネル（Lionel）
男（キザ系）。「〜まさしく」が口癖。座右の銘は「英雄 色を好む」。7月29日生まれ。
登場作品（とびだせ〜）

### トリ（Birds）
ツバクロ（Jay）
男（ハキハキ系）。「〜でおます」が口癖。座右の銘は「出たとこ勝負」。7月17日生まれ。好きな家具はシックシリーズ。
たくあん（Otis）
男（ぼんやり系）。「〜なのじゃ」が口癖。座右の銘は「風呂は教会より神聖な場所である」。
登場作品（初代〜e+）
アンチョビ（Anchovy）
男（ぼんやり系）。「〜でシ」が口癖。座右の銘は「明日できる事は今日しない」。3月4日生まれ。好きな家具はモノクロシリーズ。
フェザー（Ace）
男（ハキハキ系）。「〜でヤス」が口癖。座右の銘は「キャッチ・アンド・リリース」。8月11日生まれ。
登場作品（初代〜e+、あつまれ◆）
レイコ（Piper）
女（元気系）。「〜けどー」が口癖。座右の銘は「息のある限り希望がある」。4月18日生まれ。
登場作品（初代〜e+、amiibo+〜）
ピーチク（Twiggy）
女（元気系）。「〜ッピ」が口癖。座右の銘は「迷わず行けよ、行けばわかるさ」。7月13日生まれ。好きな家具はカントリーシリーズ。
パーチク（Robin）
女（オトナ系）。「〜さ」が口癖。座右の銘は「小鳥の財産はクチバシである」。12月4日生まれ。好きな家具はシックシリーズ。
うずまき（Midge）
女（ふつう系）。「〜キョン」が口癖。座右の銘は「あばたもエクボ」。3月12日生まれ。好きな家具はラブリーシリーズ。
登場作品（初代〜e+、街へいこうよ〜）
イッテツ（Admiral）
男（コワイ系）。「〜ってか」が口癖。座右の銘は「頑固一徹」。1月27日生まれ。
登場作品（初代〜e+、amiibo+〜）
ダンガン（Twirp）
男（コワイ系）。「〜でチュン」が口癖。座右の銘は「禿にガンなし、白髪に卒中なし」。
登場作品（初代〜e+）
みちる（Flash）
男（ボク系）。「〜チルチル」が口癖。座右の銘は「仮面舞踏会」。
登場作品（+、e+）
ジョー（Joe）
男（コワイ系）。「〜やれやれ」が口癖。座右の銘は「男は涙を見せぬもの」。
登場作品（e+）
ジャコテン（Jacob）
男（ぼんやり系）。「〜っつーの」が口癖。座右の銘は「薫は香を以て自ら焼く」。8月24日生まれ。
登場作品（e+、amiibo+〜）
マダムローザ（Madam Rosa）
女（あたし系A）。「〜ほほほ」が口癖。座右の銘は「左団扇」。
登場作品（e+）
しょうきち（Shoukichi）
男（ハキハキ系）。「〜ズン」が口癖。座右の銘は「転んでもただでは起きない」。
登場作品（e+）
☆ジーニョ（Jitters）
男（ハキハキ系）。「〜だニョ」が口癖。座右の銘は「チームプレイより個人プレイ」。2月2日生まれ。好きな家具はリゾートシリーズ。
登場作品（おいでよ〜）
マスカラス（Lucha）
男（キザ系）。「〜カァー」が口癖。座右の銘は「好きこそものの上手なれ」。12月12日生まれ。
登場作品（とびだせ〜）
ジョッキー（Jacques）
男（キザ系）。「〜チェケラ」が口癖。座右の銘は「飛ぶ鳥を落とす勢い」。6月22日生まれ。
登場作品（とびだせ〜）
ちゅんのすけ（Sparro）
男（ハキハキ系）。「〜だチュン」が口癖。座右の銘は「スズメの涙」。11月20日生まれ。
登場作品（とびだせ〜）
ふみたろう（Peck）
男（ハキハキ系）。「〜ブン」が口癖。座右の銘は「カゴの中の小鳥」。7月25日生まれ。
登場作品（とびだせ〜）

### コグマ（Bear Cubs）
クリスピー（Cupcake）
女（オトナ系）。「〜かしら」が口癖。座右の銘「太陽はこっちの方から昇らない」。
『+』でデザインが変更されている。
登場作品（初代〜e+）
ポンチョ（Poncho）
男（ハキハキ系）。「〜モン」が口癖。座右の銘は「どんぶり勘定」。1月2日生まれ。好きな家具はログシリーズ。
アイダホ（Kody）
男（ハキハキ系）。「〜のこころ」が口癖。座右の銘は「産地直送」。9月28日生まれ。好きな家具はアジアシリーズ。
『+』でデザインが変更されている。
きんぞう（Pudge）
男（ぼんやり系）。「〜んもう」が口癖。座右の銘は「魚は美味いが小骨が多い」。6月11日生まれ。好きな家具はカラフルシリーズ。
グルミン（Bluebear）
女（元気系）。「〜キュン」が口癖。座右の銘は「ヤマガラのくるみ回す」。6月24日生まれ。好きな家具はあおいろシリーズ。
『+』でデザインが変更されている。
メープル（Maple）
女（ふつう系）。「〜だベア」が口癖。座右の銘は「クマも腹減りゃ踊れない」。6月15日生まれ。好きな家具はカントリーシリーズ。
『+』でデザインが変更されている。
ピッコロ（Olive）
女（ふつう系）。「〜マグ」が口癖。座右の銘は「欲の熊鷹、股さける」。7月12日生まれ。
登場作品（初代〜e+、amiibo+〜）
ガビ（Vladimir）
男（コワイ系）。「〜やんけ」が口癖。座右の銘は「武士は食わねど高楊枝」。8月2日生まれ。好きな家具はロボシリーズ。
登場作品（初代〜e+、街へいこうよ〜）
のりお（Murphy）
男（コワイ系）。「〜ですばい」が口癖。座右の銘は「満足は富に勝る」。12月29日生まれ。
登場作品（初代〜e+、amiibo+〜）
アセロラ（Cheri）
女（元気系）。「〜なんてね」が口癖。座右の銘は「山椒は小粒でもピリリと辛い」。3月17日生まれ。
登場作品（+〜e+、とびだせ〜）
メイ（June）
女（e+まではわたし系、amiibo+以降はふつう系）。「〜アルネ」が口癖。座右の銘は「桃源の夢」。5月21日生まれ。
登場作品（+、e+、amiibo+〜）
アイル（Aisle）
男（ぼんやり系）。「〜あーあ」が口癖。座右の銘は「疑心暗鬼を生ず」。
登場作品（e+）
ポコ（Poko）
男（ハキハキ系）。ダイクの息子。「〜へへ」が口癖。座右の銘は「子供は風の子」。
登場作品（e+）
パッチ（Stitches）
男（ぼんやり系）。「〜なのれす」が口癖。座右の銘は「つぎはぎだらけの人生」。2月10日生まれ。好きな家具はカラフルシリーズ。
登場作品（おいでよ〜）
パンタ（Chester）
男（ぼんやり系）。「〜だバンブ」が口癖。座右の銘は「待つ間が花」。8月6日生まれ。好きな家具はアジアシリーズ。
登場作品（街へいこうよ〜）
ジャスミン（Pekoe）
女（ふつう系）。「〜チャ」が口癖。座右の銘は「やなぎに雪折れなし」。5月18日生まれ。好きな家具はアジアシリーズ。
登場作品（街へいこうよ〜）
ニッシー（Barold）
男（ぼんやり系）。「〜いっそ」が口癖。座右の銘は「名物にうまいものなし」。3月2日生まれ。
登場作品（とびだせ〜）
アネッサ（Tammy）
女（アネキ系）。「〜だってサ」が口癖。座右の銘は「親孝行」。6月23日生まれ。
登場作品（とびだせ〜）
みすず（Judy）
女（オトナ系）。「〜あらら」が口癖。座右の銘は「夢の中なら永遠に踊っていられる」。3月10日生まれ。
登場作品（あつまれ）

### ヤギ（Goats）
ピティエ（Velma）
女（オトナ系）。「〜ザーマス」が口癖。座右の銘は「一流、名門、エリート」。1月14日生まれ。
登場作品（初代〜e+、とびだせ〜）
ビリー（Gruff）
男（コワイ系）。「〜イェーイ」が口癖。座右の銘は「人はそれぞれこだわりを持つもの」。8月29日生まれ。
登場作品（初代〜e+、とびだせ〜）
チャマジ（Sven）
男（ボク系A）。「〜とほほ」が口癖。座右の銘は「価値ある人生は長し」。
登場作品（初代〜e+）
アーシンド（Billy）
男（ハキハキ系）。「〜よのう」が口癖。座右の銘は「アクティブ・エイジ」。3月25日生まれ。
登場作品（初代〜e+、amiibo+〜）
ユキ（Chevre）
女（ふつう系）。「〜っぺ」が口癖。座右の銘は「夢に夢見る」。3月6日生まれ。好きな家具はロイヤルシリーズ。
『+』でデザインが変更されている。
オトマツ（Iggy）
男（ハキハキ系）。「〜ですじゃ」が口癖。座右の銘は「栄枯盛衰」。
登場作品（初代〜e+）
スミ（Nan）
女（ふつう系）。「〜っしょ」が口癖。座右の銘は「くれぬ先のちょうちん」。8月24日生まれ。好きな家具はモノクロシリーズ。
登場作品（e+〜）
やさお（Kidd）
男（e+ではじぶん系、とびだせ以降はキザ系）。とびだせまでは「〜はぁ」、あつまれでは「はぁ〜」が口癖。座右の銘は「文学とは溺れること。」6月28日生まれ。
登場作品（e+、とびだせ〜）
バーバラ（Pashmina）
女（アネキ系）。「〜かな」が口癖。座右の銘は「わざわいを転じて福となす」。12月26日生まれ。
登場作品（とびだせ〜）
レム（Sherb）
男（ぼんやり系）。「〜ふわぁ」が口癖。座右の銘は「あめをしゃぶって 棒をくれる」。1月18日生まれ。
登場作品（あつまれ）

### サル（Monkeys）
『おいでよ』ではメッセージボトルを拾うと現れる。『街へいこうよ』以降では普通の住民として登場する。
☆エテキチ（Simon）
男（ぼんやり系）。「〜でござる」が口癖。座右の銘は『とびだせ』までは「動かザルこと山の如し」、『あつまれ』では「損して恥かく」。1月19日生まれ。好きな家具はカントリーシリーズ。
登場作品（おいでよ〜）
☆さるお（Champ）
男（ハキハキ系）。「〜ウッキー」が口癖。座右の銘は「サルもおだてりゃ木にのぼる」。6月4日生まれ。好きな家具はログシリーズ。
登場作品（おいでよ、街へいこうよ）
☆モンこ（Elise）
女（アタシ系）。「〜だモン」が口癖。座右の銘は「来る者はこばまず去るものは追う」。3月21日生まれ。好きな家具はシックシリーズ。
登場作品（おいでよ〜）
☆エイプリル（Tammi）
女（元気系）。「〜ワオ」が口癖。座右の銘は『おいでよ』では「ドン引きただ漏れサル滑り」、『あつまれ』以降は「ドンびき ダダもれ」。4月2日（『おいでよ』は4月1日）生まれ。好きな家具はリゾートシリーズ。
登場作品（おいでよ〜）
☆チッチ（Nana）
女（ふつう系）。「〜ウキャ」が口癖。座右の銘は「花よりバナナ」。8月23日生まれ。好きな家具はラブリーシリーズ。
登場作品（おいでよ〜）
☆サルモンティ（Monty）
男（コワイ系）。「〜バナーナ」が口癖。座右の銘は「イケメン俳優の猿芝居」。12月7日生まれ。好きな家具はモノクロシリーズ。
登場作品（おいでよ〜）
さすけ（Flip）
男（ハキハキ系）。「〜どっこい」が口癖。座右の銘は「見ざる・言わざる・聞かざる」。11月21日生まれ。
登場作品（とびだせ〜）
シェリー（Shari）
女（アネキ系）。「〜ウケるぅ」（『あつまれ』では「〜ウキキ」）が口癖。座右の銘は「始め良ければ終わり良し」。4月10日生まれ。
登場作品（とびだせ〜）
デリー（Deli）
男（ぼんやり系）。「〜だぜ」が口癖。座右の銘は「適材適所」。5月24日生まれ。
登場作品（とびだせ〜）
テンシン（Tiansheng）
男（ハキハキ系）。「〜ハオハオ」が口癖。座右の銘は「釈迦の掌」。8月18日生まれ。
登場作品（あつまれ◆）

### シカ（Deer）
『とびだせ』から新たに登場した。
ジェシカ（Fuchsia）
女（アネキ系）。「〜なんしか」が口癖。座右の銘は「バカって言う方がバカ」。9月19日生まれ。
登場作品（とびだせ〜）
タケル（Bam）
男（ハキハキ系）。「〜ナラね」が口癖。座右の銘は「三十六計逃げるにしかず」。11月7日生まれ。
登場作品（とびだせ〜）
チャック（Erik）
男（ぼんやり系）。「〜しかじか」が口癖。座右の銘は「負けるが勝ち」。7月27日生まれ。
登場作品（とびだせ〜）
トムソン（Lopez）
男（キザ系）。「〜がぜん」が口癖。座右の銘は「鹿を追う者は山を見ず」。8月20日生まれ。
登場作品（とびだせ〜）
ドレミ（Fauna）
女（ふつう系）。「〜でしか」が口癖。座右の銘は「猪鹿蝶」。3月26日生まれ。
登場作品（とびだせ〜）
ナタリー（Diana）
女（オトナ系）。「〜でしょ」が口癖。座右の銘は「改過自新」。1月4日生まれ。
登場作品（とびだせ〜）
ナディア（Deirdre）
女（アネキ系）。「〜まいっか」が口癖。座右の銘は「カモシカのような足」。5月4日生まれ。
登場作品（とびだせ〜）
ネルソン（Zell）
男（キザ系）。「〜たしかに」が口癖。座右の銘は「愛すべき馬鹿」。6月7日生まれ。
登場作品（とびだせ〜）
ブルース（Bruce）
男（コワイ系）。「〜しかしな」が口癖。座右の銘は「乗りかかった船」。5月26日生まれ。
登場作品（とびだせ〜）
ペーター（Beau）
男（ぼんやり系）。「〜おろおろ」が口癖。座右の銘は「来年のことを言えば鬼が笑う」。4月5日生まれ。
登場作品（とびだせ〜）
よしの（Shino）
女（元気系）。「〜とにかく」が口癖。座右の銘は「知らぬ仏より馴染みの鬼」。10月31日生まれ。
登場作品（あつまれ◆）

### ハムスター（Hamsters）
アップル（Apple）
女（元気系）。「〜キュルン」が口癖。座右の銘は「朱に交われば赤くなる」。9月24日生まれ。
登場作品（とびだせ〜）
グラハム（Graham）
男（キザ系）。「〜ですぞ」が口癖。座右の銘は「生がい学習」。6月20日生まれ。
登場作品（とびだせ〜）
ジミー（Rodney）
男（キザ系）。「〜ヒュー」が口癖。座右の銘は「春眠 あかつきを覚えず」。11月10日生まれ。
登場作品（とびだせ〜）
シャンティ（Soleil）
女（オトナ系）。「〜だってば」が口癖。座右の銘は「夢は逆夢」。8月9日生まれ。
登場作品（とびだせ〜）
どぐろう（Clay）
男（ぼんやり系）。「〜どきどき」が口癖。座右の銘は「行雲流水」。10月19日生まれ。
登場作品（とびだせ〜）
ハムジ（Hamphrey）
男（コワイ系）。「〜カーッ」が口癖。座右の銘は「人類みな兄弟」。2月25日生まれ。
登場作品（とびだせ〜）
ハムスケ（Hamlet）
男（ハキハキ系）。「〜ハム」が口癖。座右の銘は「物は相談」。5月30日生まれ。
登場作品（とびだせ〜）
ゆきみ（Flurry）
女（ふつう系）。「〜なのです」が口癖。座右の銘は「目に入れても痛くない」。1月30日生まれ。
登場作品（とびだせ〜）
ドンチャン（Marlo）
男（コワイ系）。「〜じゃけぇ」が口癖。座右の銘は「大義廃れて仁義あり」。6月26日生まれ。
登場作品（あつまれ◆）

## 特別なキャラクター
特別な方法により登場するキャラクター。特記以外『amiibo+』のみに登場。

### ハッピーホームデザイナーにて
7ごう（Filly）（ウマ）
女（ふつう系）。『ハッピーホームデザイナー』では2015年7月30日から9月30日まで、『amiibo+』では2016年11月4日から2017年1月5日までの期間に、セブン-イレブンの各店舗内にあるセブンスポットで配信された。また、2018年3月2日から2018年5月6日の期間に『amiibo+』向けの再配信が行われている。『amiibo+』ではプレイヤーの村に引っ越してくることはない。「〜はぁっ」が口癖。
登場作品（ハッピーホームデザイナー、amiibo+）
アイルー（Felyne）（ネコ）
男（ぼんやり系）。『モンスターハンター』シリーズのキャラクター。『ハッピーホームデザイナー』では2015年11月2日から11月30日の期間に不動産屋の2階で特別な依頼を受けると登場した。『amiibo+』では「モンスターハンター ストーリーズシリーズ」のamiiboを用いると登場する。「〜ニャ」が口癖。座右の銘は「のんびり採取♪これもハンターライフニャ〜」。1月6日生まれ。
登場作品（ハッピーホームデザイナー、amiibo+）

### サンリオコラボ
『amiibo+』と『あつまれ（Ver. 1.9）』にて、各シリーズのカード「『とびだせ どうぶつの森 amiibo+』amiiboカード 【サンリオキャラクターズコラボ】」を用いると登場する。
リラ（Rilla）（ゴリラ）
女（元気系）。『ハローキティ』とのコラボレーション。「〜ハロー」が口癖。座右の銘は「女の一念岩をも通す」。11月1日生まれ。
マーティー（Marty）（コグマ）
男（ぼんやり系）。『ポムポムプリン』とのコラボレーション。「〜ポムッ」が口癖。座右の銘は「おでかけ」。4月16日生まれ。
エトワール（Étoile）（ヒツジ）
女（ふつう系）。『リトルツインスターズ』とのコラボレーション。「〜ふわもこ」が口癖。座右の銘は「我が上の星は見えぬ」。12月25日生まれ。
フィーカ（Chai）（ゾウ）
女（元気系）。『シナモロール』とのコラボレーション。「〜ロルロル」が口癖。座右の銘は「雲をつかむ」。3月6日生まれ。
チェルシー（Chelsea）（シカ）
女（ふつう系）。『マイメロディ』とのコラボレーション。「〜メロメロ」が口癖。座右の銘は「頭巾を見せてほおかむり」。1月18日生まれ。
トビー（Toby）（ウサギ）
男（キザ系）。『けろけろけろっぴ』とのコラボレーション。「〜けろけろ」が口癖。座右の銘は「トビがタカを生む」。7月10日生まれ。

### スプラトゥーンシリーズ
『スプラトゥーン』シリーズとのコラボレーション。「スプラトゥーンシリーズ」のamiiboを用いると登場する。
スミダクン（Inkwell）（タコ）
男（ハキハキ系）。「〜ガチで」が口癖。ガール、ボーイ、イカの各amiiboを用いると登場する。座右の銘は「イカにもタコにもスルメにも」。6月2日生まれ。
なぎさ（Cece）（リス）
女（元気系）。『スプラトゥーン』シリーズとのコラボレーション。アオリのamiiboを用いると登場する。「〜よろしく」が口癖。座右の銘は「魯魚の誤り」。5月28日生まれ。
みさき（Viché）（リス）
女（ふつう系）。『スプラトゥーン』シリーズとのコラボレーション。ホタルのamiiboを用いると登場する。「〜なんね」が口癖。座右の銘は「虚虎の誤り」。7月7日生まれ。

### ゼルダの伝説シリーズ
ウルフリンク（W. Link）（オオカミ）
男（キザ系）。『ゼルダの伝説 トワイライトプリンセス』のキャラクター。「大乱闘スマッシュブラザーズシリーズ」の「リンク」「ゼルダ」のamiiboか「ゼルダの伝説シリーズ」の「ウルフリンク」のamiiboを用いると登場する。原作とは違い二足歩行をする。「〜くんくん」が口癖。座右の銘は「疾風迅雷」。12月2日生まれ。
エポナ（Epona）（ウマ）
女（元気系）。『ゼルダの伝説』シリーズのキャラクター。「大乱闘スマッシュブラザーズシリーズ」の「シーク」のamiiboか「ゼルダの伝説シリーズ」の「リンク【時のオカリナ】」のamiiboを用いると登場する。原作とは違い二足歩行をする。「〜ヒンヒン」が口癖。座右の銘は「蹴る馬も乗り手しだい」。11月21日生まれ。
ガノン（Ganon）（ブタ）
男（コワイ系）。『ゼルダの伝説』シリーズのキャラクター。「大乱闘スマッシュブラザーズシリーズ」の「ガノンドロフ」のamiiboか「ゼルダの伝説シリーズ」の「リンク【ゼルダの伝説】」のamiiboを用いると登場する。「〜フォース」が口癖。座右の銘は「封豕長蛇」。2月21日生まれ。
メドリ（Medli）（トリ）
女（ふつう系）。『ゼルダの伝説 風のタクト』のキャラクター。「大乱闘スマッシュブラザーズシリーズ」の「トゥーンリンク」のamiiboか「ゼルダの伝説シリーズ」の「トゥーンリンク【風のタクト】」「ゼルダ【風のタクト】」のamiiboを用いると登場する。「〜くらさい」が口癖。座右の銘は「図南の翼」。12月13日生まれ。

### その他企業
のりぼう（Holden）（ハムスター）
男（ハキハキ系）。不易糊工業のキャラクター「フエキくん」とのコラボレーション。2017年2月1日から5月1日までの期間に「オートキャンプ場」でパニエルに話しかけることで登場した。プレイヤーの村に引っ越してくることはない。「〜ノリノリ」が口癖。